# アクロン (オハイオ州)
アクロン（Akron [ˈækrən]）は、アメリカ合衆国オハイオ州の都市。サミット郡の郡庁所在地である。人口は19万0469人（2020年）。州内ではコロンバス、クリーブランド、シンシナティ、トレドに続く第5の都市である。クリーブランドの南55kmに位置する。
アクロンは1825年に創設され、その初期から運河交通の要衝となり、様々な産業が興った。南北戦争前後から20世紀初頭にかけては、北軍の食糧となったオーツ麦のバー、全米初のパトロールカー、ヨードを添加した食塩など、次々と発明品が生み出された。同じ頃、グッドリッチ、グッドイヤー、ファイアストン、ゼネラルタイヤと、タイヤメーカーが相次いで創業し、これらタイヤメーカーが労働者用の住宅地開発にあたったこともあって、1910年代の10年間で人口は3倍増、工業都市として高成長を遂げたアクロンは「世界のゴムの都」と呼ばれた。20世紀も後半に入るとタイヤメーカーは買収や移転で次々とアクロンを離れ、グッドイヤーを残すのみとなったが、残された研究インフラの存在によって、アクロンはポリマー産業の中心地へと変貌を遂げてきている。
産業面以外でも、アクロンは革新的な出来事が多く起きた街であった。1847年には、今日全米で標準となっているK-12の学年制教育の先駆けとなったアクロン学校法が成立した。南北戦争前夜には、ジョン・ブラウンがアクロンを事業活動の拠点とし、元奴隷であったソジャーナ・トゥルースが奴隷制度廃止と女性の権利を訴える演説をアクロンで行った。全米で初めて、アルコール依存症が疾患として認められ、治療が行われ、アルコホーリクス・アノニマスが発祥したのもアクロンであった。

## 歴史

### 初期

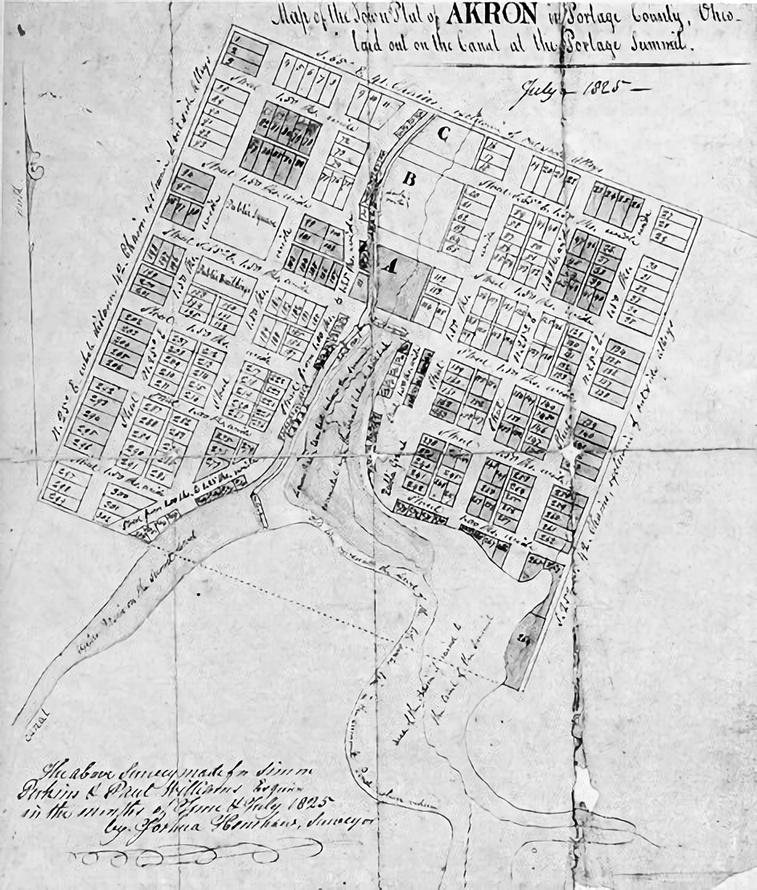
アクロンの最初の区画（1825年）

1811年、現在のアクロン市ではブフテル・アベニューとブロードウェイ・ストリートの交差点があるあたりに、コネチカット土地会社の測量家ポール・ウィリアムズと、コネチカット西部保留地の将軍サイモン・パーキンスが入植し、当時掘削中であったオハイオ・アンド・エリー運河の最高点であったこの地に入植地の創設を提案した。入植地の名は、ギリシア語で「頂上」もしくは「高いところ」を意味するἄκρονから付けられた。その後1825年、現在のサウスアクロン地区に相当する地域が区画され、オハイオ運河の掘削に携わったアイルランド系労働者たちの小屋、およそ100棟がその近くに建てられた。その後、1833年にはエリアキム・クロスビーが「ノースアクロン」を創設し、1836年にサウスアクロン・ノースアクロンの2つが合併して、アクロンという1つの村として正式に法人化された。
1840年、ポーテージ、メダイナ、およびスターク各郡のそれぞれ一部を分割・再編する形で、サミット郡が創設されると、翌1841年には、サミット郡議会がカヤホガフォールズを郡庁所在地に指定したが、州議会がこれを覆し、郡庁所在地は住民投票に基づいて決めるようにと差し戻した。その結果、郡庁はアクロンに置かれることになった。その頃、アクロンからペンシルベニア州ビーバーへと通ずるペンシルベニア・アンド・オハイオ運河が開通し、炻器、下水管、漁具、農作業道具などの産業が興った。1847年には、アクロン学校法が成立し、今日ではアメリカ合衆国全土で用いられている、K-12の学年制による教育の先駆けとなった。

### 南北戦争前夜から「頂点の街」へ
南北戦争前夜のアクロンでは2人の著名な奴隷制度廃止運動家が活躍した。1844年、ジョン・ブラウンは、共同事業者であったサイモン・パーキンスの豪邸と道1本を隔てた対面側に自身の家を移し、アクロンを事業活動の拠点とした。1851年には、オハイオ女性の権利大会がアクロンで開催され、ソジャーナ・トゥルースが原稿無しで、後に「私は女ではないの?」と名付けられることになる演説を行った。

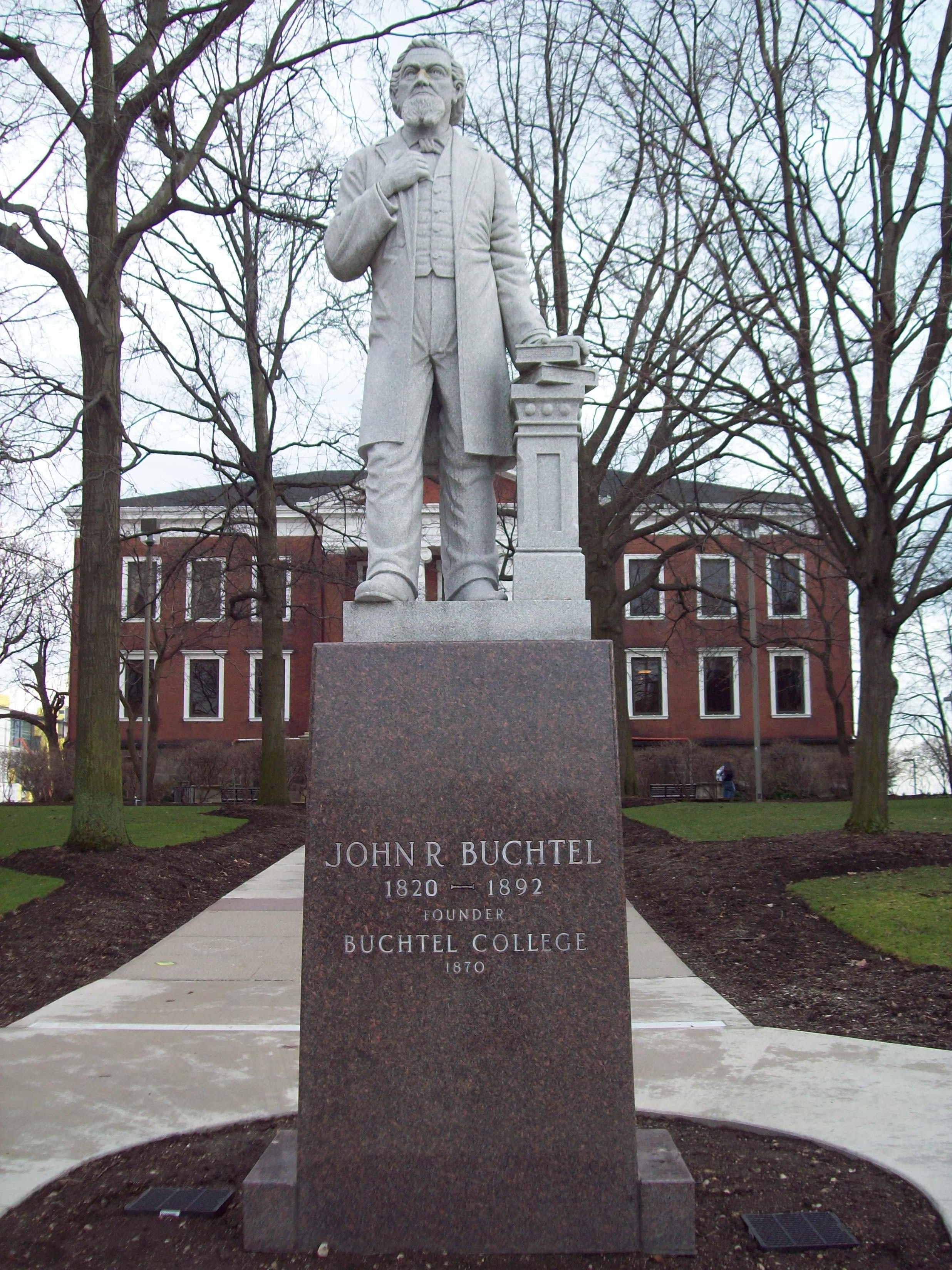
アクロン大学のキャンパス内に立つジョン・R・ブフテルの像

1870年、地元実業家にして博愛主義者であったジョン・R・ブフテルの出資で、アクロン大学の前身となる、ユニバーサリスト教会系のブフテル・カレッジが創立した。また、この頃、ルイス・ミラーとウォルター・ブライスの2人の博愛主義者と建築家ジェイコブ・スナイダーは、アクロン・プランというデザインパターンを確立し、1872年に初めてこの様式を用いてアクロンのファースト・メソジスト監督教会堂を建てた。その後、第一次世界大戦時に至るまで、会衆派、バプテスト、長老派などの多数の教会堂が、この様式を用いて建てられた。
南北戦争と前後して、アクロンでは次々と発明品が生まれ、近代的な産業も興っていった。フェルディナンド・シューマッハーは1856年に工場を買収し、オーツ麦のバーを大量生産し、南北戦争時には北軍に供給した。南北戦争の終結後も、このバーに対する需要は高いものとなった。1883年には、地元のジャーナリストがアクロン・トイ・カンパニーを設立し、近代的な玩具製造事業を始めた。翌1884年には、サミュエル・C・ダイクが粘土製のビー玉を大量生産に乗せた。これらの他、アクロンではゴム風船、アヒルの玩具、人形、ボール、乳母車の緩衝装置、茶色の小瓶などが発明された。1895年には、アクロンとクリーブランドを結ぶ、全長35.5マイル（57.1km）のインターアーバン、アクロン・ベッドフォード・アンド・クリーブランド鉄道が開通した。1899年には、市当局は地元警察に、全米初となるパトロールカーを配備した。1916-20年にかけては、10,000人の女学生が、食塩にヨードを添加することで甲状腺腫を予防する、後に「アクロン実験」として知られることになる実験に参加した。この実験は成功を収め、後に世界中でヨード欠乏症による甲状腺腫を激減させることにつながった。ボストン・デイリー・グローブ紙はこの頃、アクロンを Summit City （頂点の街）と呼んだ。

### 1900年のアクロン暴動
1900年8月21日、黒人男性が6歳の白人少女に性的暴行を加えたとして逮捕され、翌朝自白した。すると地元新聞紙は自白を誇張して書き立て、市全体に極度の憤怒と憎悪を煽り立てた。やがて22日夜、事態は暴動へと発展した。この暴動で市政府の庁舎は焼失し、死者2人を出し、鎮圧には州兵の動員を要した。暴動の最中、この黒人男性はクリーブランドへと護送され、24日に弁護士無しで裁判にかけられ、無期懲役刑に処せられた。その後1913年、この黒人男性は公正な裁判を受けられずに服役させられたとして、州知事に恩赦された。

### 「世界のゴムの都」

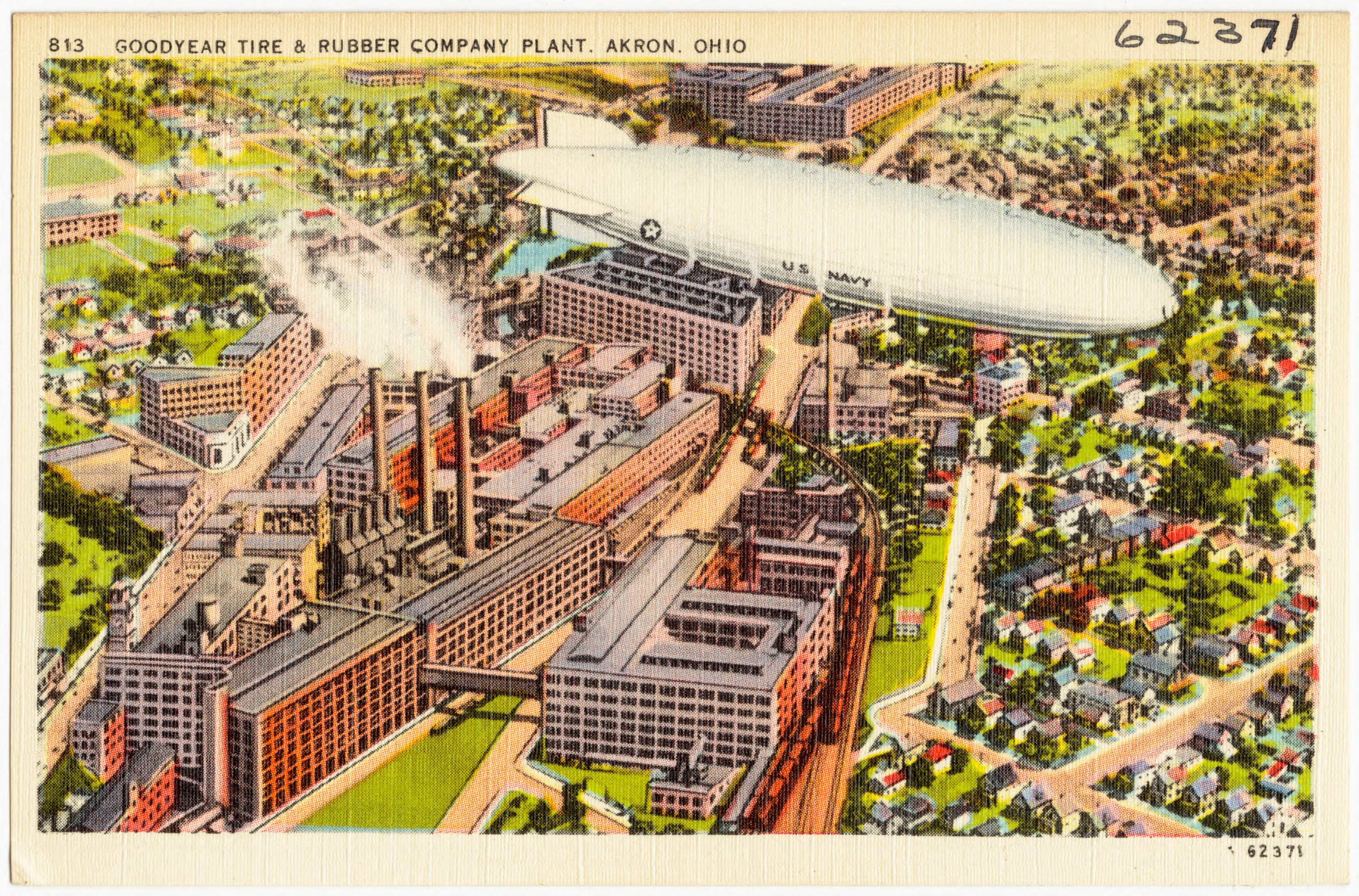
グッドイヤー本社工場（1930-45年頃）

アメリカ合衆国においてトラック運送業が生まれた頃、アクロンは Rubber Capital of the World （世界のゴムの都）と呼ばれた。1870年に創業したグッドリッチを皮切りに、1898年創業のグッドイヤー、1900年創立のファイアストン（現ブリヂストン傘下、ブリヂストン・アメリカズ）、そして1915年創立のゼネラルタイヤ（現コンチネンタルタイヤ）と、4社のタイヤメーカーが相次いで創業し、本社をアクロンに置いた。これらのタイヤメーカーは膨れ上がった住宅需要に応えて住宅地を開発し、労働者用の安価な住宅を建てた。グッドイヤーの創業社長、フランク・セイバーリングは自社従業員用の住宅を建てるべく、グッドイヤー・ハイツ地区を開発した。同様に、ハーベイ・ファイアストンはファイアストン・パーク地区を開発した。
1917年、グッドイヤーは子会社グッドイヤー・ツェッペリンを創立し、ツェッペリン型飛行船の建造を開始した。同社の建造した飛行船はまず、第一次世界大戦において敵地の爆撃および偵察に用いられたが、その一方で同社も自社製品の宣伝に用いていた。第二次世界大戦中には、同社は104隻の軍用飛行船を建造した。第二次世界大戦終結後は、同社の飛行船は専ら宣伝に用いられた。飛行船のうち1隻は当地にちなんでアクロンと命名された。
1910年代の10年間で、アクロンは人口増加率201.8%を記録し、全米で最も高い成長を遂げた都市となった。1920年の国勢調査では、アクロンの人口は208,435人を数え、全米で32位、州内ではトレド（243,164人、全米26位）やコロンバス（237,031人、全米28位）に肉薄した。当時のアクロンの人口の約1/3は移民、もしくはその子孫で、その中にはクラーク・ゲーブルもいた。1928年には、アクロンは住民投票の結果に基づいてケンモアを合併し、その人口をさらに増やした。
しかし、工業都市としての高成長の陰で労働問題も起きた。劣悪な環境で、低賃金での労働を強いられていたアクロンのタイヤ工場労働者は、1935年にユナイテッド・ラバー・ワーカーズという労働組合を立ち上げた。翌1936年、グッドイヤーが賃金カットと増産の計画を発表すると、同社の労働者はこれへの抗議として、工場内での座り込みによるストライキを行った。工場を占拠されたため、いわゆる「スト破り」の労働者を臨時に雇って生産を続けることもできず、経営側は工場施設の破壊を恐れて警備員を派遣することにも消極的にならざるを得なかった。市長は警察を動員して事態の収拾を図ったが、警官が出動を拒否した。やがて、グッドイヤーはユナイテッド・ラバー・ワーカーズを認め、より労働者側に有利な条件での労使交渉に臨まざるを得なくなった。

### 衰退と遺産
第二次世界大戦後の1950年代、モータリゼーションに伴うタイヤの需要増加で、アクロンは20世紀前半に比較するとその速度は鈍化したもののさらに成長し、1960年には人口290,351人（全米45位）でピークに達した。しかし、その後はラストベルト内に位置する他の多くの工業都市と同様に、アクロンは衰退し、人口は減少に転じていった。アクロンの地域経済を支えたタイヤ製造業も、買収などによってアクロンの街を去り、21世紀に入るまでアクロンに残ったのはグッドイヤーただ1社のみとなった。

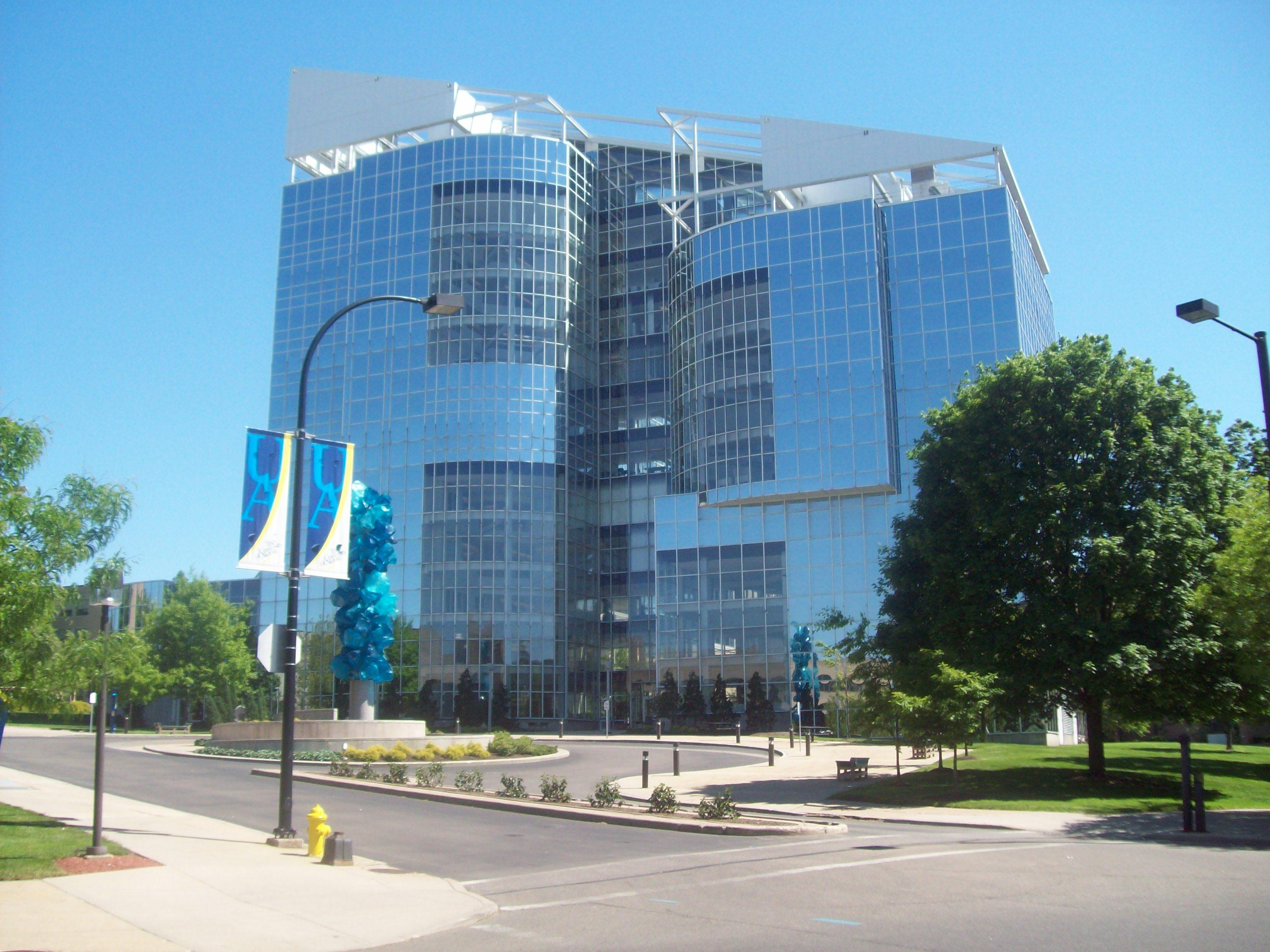
グッドイヤー・ポリマー・センター

しかし、タイヤ製造業はアクロンの街に研究インフラという遺産を残した。この研究インフラの存在によって、アクロンはタイヤやプラスチックのみならず、潤滑剤や超強力繊維、液晶ディスプレイにも応用される、ポリマーの街へと変貌を遂げている。21世紀に入り、アクロンは400社のポリマー関連企業が集中する「ポリマー・バレー」の中心都市となり、アクロンの市域内だけでも94社が立地している。アクロン大学のキャンパス内にはグッドイヤー・ポリマー・センターが立地し、研究者がハイテク分野への応用を目指して研究を進めている。
また、2007年には、アメリカ合衆国の都市としては初めて、アクロンはドイツのシュマック・バイオガス社と共同で、下水道のヘドロからバイオガスを生成し、発電する施設が建てられた。この施設で生成されたバイオガスはメタンを約60%、二酸化炭素を約35%含んでいる。
2008年には、アクロンは3度目の全米都市賞を受賞し、これを契機に City of Invention （発明の街）と呼ばれるようになった。2008-12年にかけては、長年の工業都市化の間に自浄能力を失い、「ドブ川」化し、下流のカヤホガ川の水質悪化の元凶ともなっていたリトル・カヤホガ川の改修が行われ、水質が改善した。しかしその一方で、4年制大学はおろか、コミュニティ・カレッジやテクニカル・カレッジの卒業率すら低く、技能のある労働者が不足しているなど、問題も抱えている。

## 地理
アクロンは北緯41度4分23秒 西経81度31分4秒 / 北緯41.07306度 西経81.51778度に位置している。市は五大湖地域のオハイオ州北東部、エリー湖岸からは南へ約63km、州北東部の中心都市であるクリーブランドからは南へ約55kmである。
アメリカ合衆国国勢調査局によると、アクロン市は総面積161.54km2（62.37mi2）である。そのうち160.66km2（62.03mi2）が陸地で0.88km2（0.34mi2）が水域である。総面積の0.55%が水域となっている。市域はアルゲイニー台地の西縁に位置しており、その地形は起伏に富んでいるため、標高は地域によって異なるが、ダウンタウンの標高は306mである。

### 気候
アクロンの気候は四季がはっきりしており、特に冬の厳しい寒さと降雪に特徴付けられる、大陸性の気候である。最も暑い7月の平均気温は約22℃、最高気温の平均は約28℃で、日中32℃を超えることは平年で月に1-2日程度である。最も寒い1月の平均気温は氷点下3℃、最低気温の平均は氷点下7℃で、月のほとんどの日は気温が氷点下に下がる。降水量は1年を通じてほぼ平均しており、月間70-110mm程度であるが、冬季の1月・2月はやや少なく、月間55-65mm程度である。年間降水量は1,000mm程度である。また、冬季の12月から3月にかけての月間降雪量は20-27cm、年間降雪量は120cmに達する。ケッペンの気候区分では、アクロンは中西部の大部分に分布する亜寒帯湿潤気候（Dfa）に属する。
|               | 1月  | 2月  | 3月  | 4月  | 5月   | 6月  | 7月   | 8月  | 9月  | 10月 | 11月 | 12月 | 年      |
| ------------- | ---- | ---- | ---- | ---- | ----- | ---- | ----- | ---- | ---- | ---- | ---- | ---- | ------- |
| 平均気温（℃） | -3.3 | -1.7 | 3.1  | 9.6  | 14.9  | 19.9 | 22.2  | 21.4 | 17.3 | 10.9 | 5.3  | -0.9 | 9.9     |
| 降水量（mm）  | 66.0 | 58.4 | 76.2 | 91.4 | 109.2 | 96.5 | 104.1 | 91.4 | 88.9 | 71.1 | 83.8 | 71.1 | 1,008.1 |
| 降雪量（cm）  | 31.5 | 26.7 | 20.8 | 6.9  | 0.3   | -    | -     | -    | -    | 1.0  | 7.6  | 25.9 | 120.7   |

### 都市概観と建築物

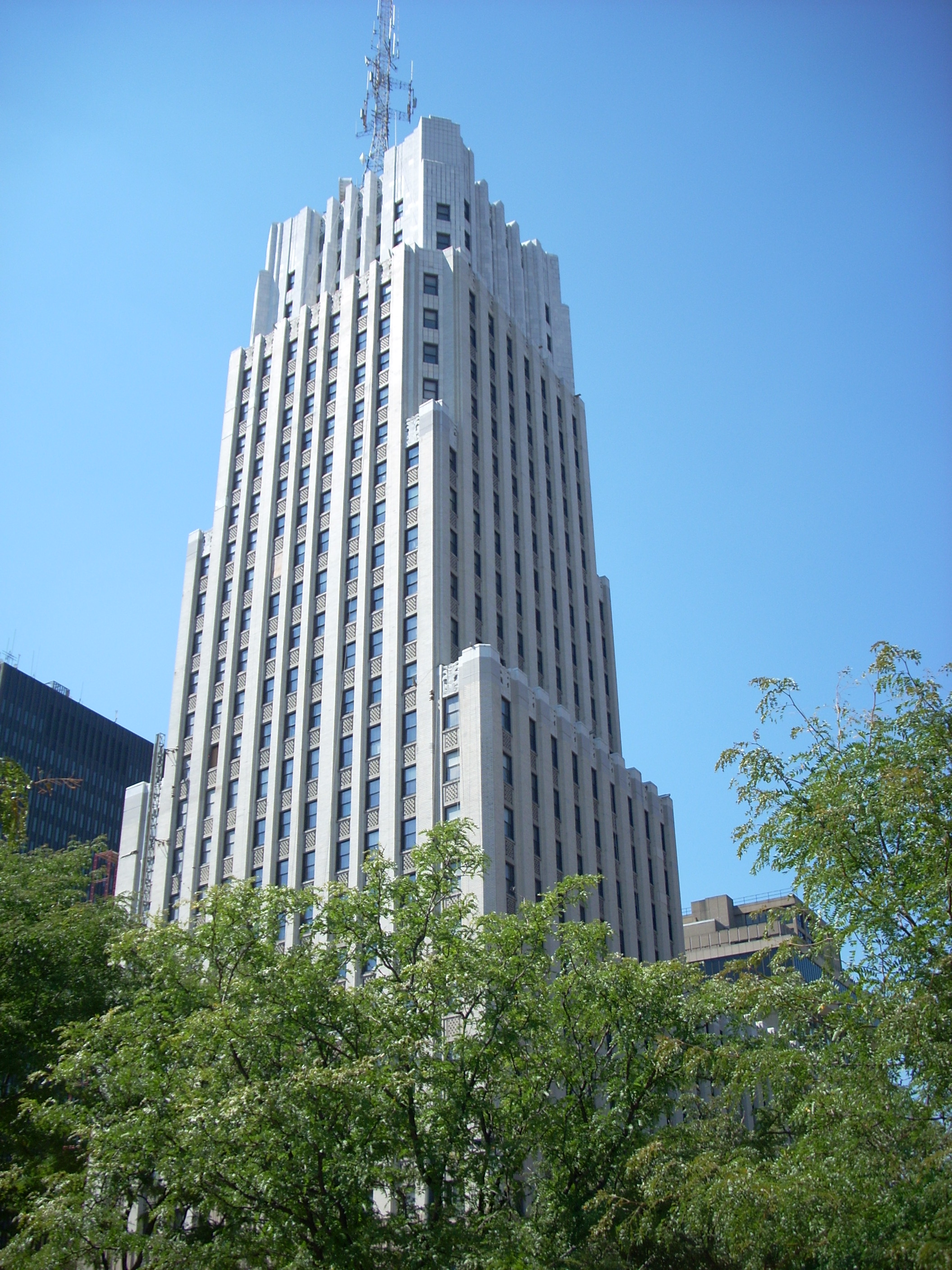
ファーストメリット・タワー

アクロンのダウンタウンは西に州道59号線、東に州道8号線、北にリトル・カヤホガ川、南に州間高速道路I-76/77に囲まれた地域に形成されている。起伏に富む地形のため、アクロンの街路はダウンタウンにおいても複雑に入り組んでいる。ダウンタウンにおいて東西に通る通りはメイン・ストリートを境に西（W）と東（E）に、また南北に通る通りはマーケット・ストリートを境に北（N）と南（S）に分かれている。ダウンタウンの東側にはアクロン大学のキャンパスが広がっている。
アクロンで最も高い建物は、ダウンタウンのミル・ストリートとメイン・ストリートの南東角に建つ、高さ100.6m、27階建てのファーストメリット・タワーである。このアール・デコ様式の超高層ビルは1931年に完成した。ファーストメリット・タワーは、2007年に国家歴史登録財に登録された。

## 政治

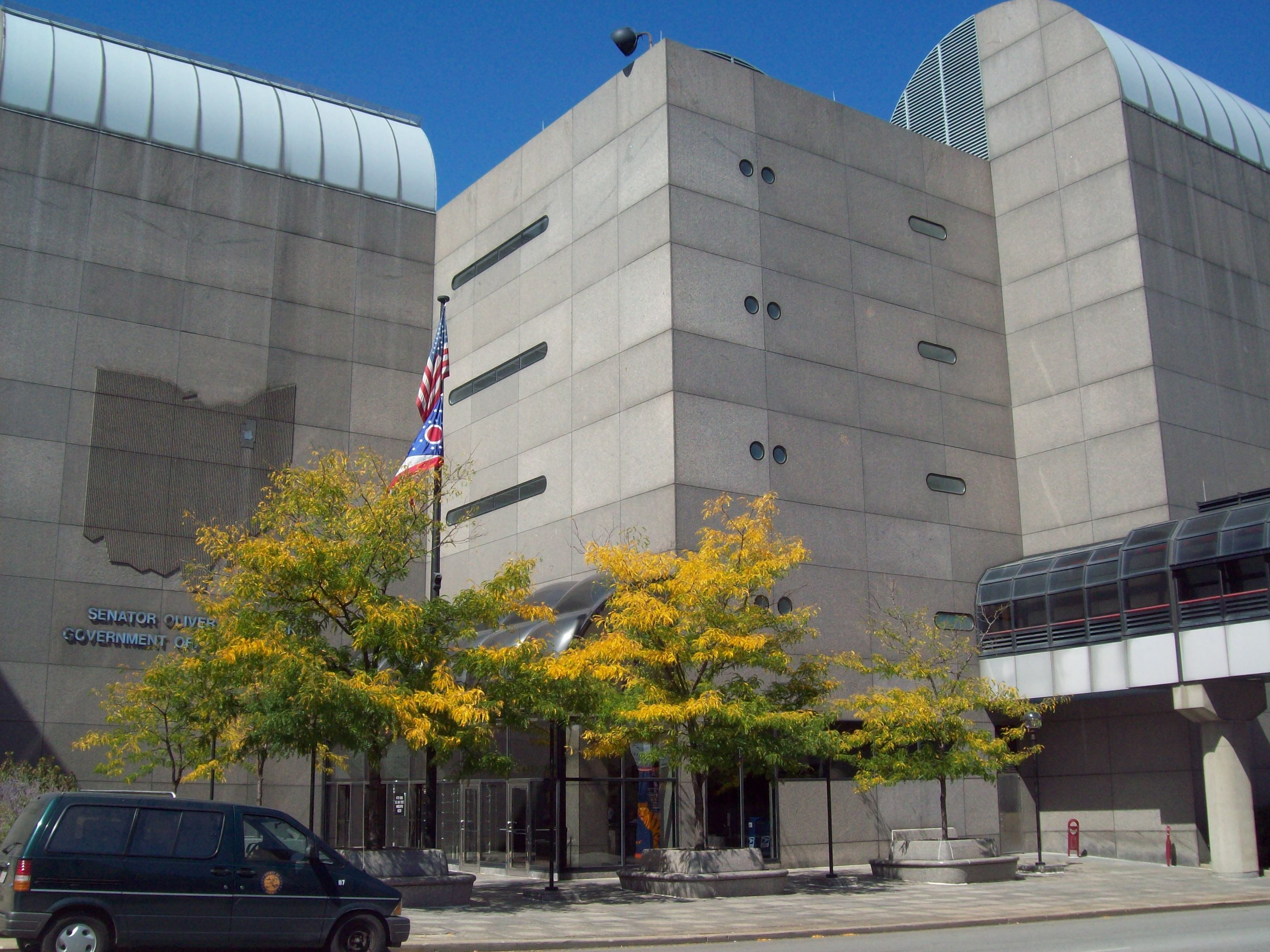
オハイオ州、サミット郡、およびアクロン市の政府機関が入った合同庁舎

アクロンは市長制を採っている。市長は市の公式な長であると同時に行政の最高責任者であり、1) 市議会の採択した法令・条例の施行、2) 予算案の作成および市議会への提出、3) 市の財政状況および要望の市議会への報告、4) 市職員の任命および罷免、5) 市政府各局の管理・監督、6) 市が関与している、もしくは契約している事項についての条件の閲覧、および 7) 条例の導入およびその議論への参加について権利を有し、また義務を負う。市長は全市からの選挙で選出され、その任期は4年である。多選には特に制限は設けられておらず、例えば、1987年に市長に就任したドナルド・プラスケリックは7選し、2015年5月31日に辞任するまで、28年間にわたって市長を務めた。
市の立法機関である市議会は13人の議員から成っている。そのうち10人は市を10区にわけた小選挙区から1人ずつ選出され、残りの3人は全市から選出される。市議会議長は議員の中から選出される。また、書記官は市議員とは別に、市議会によって任命される。小選挙区選出、全市選出のいずれであっても、市議員の任期は4年である。

## 治安

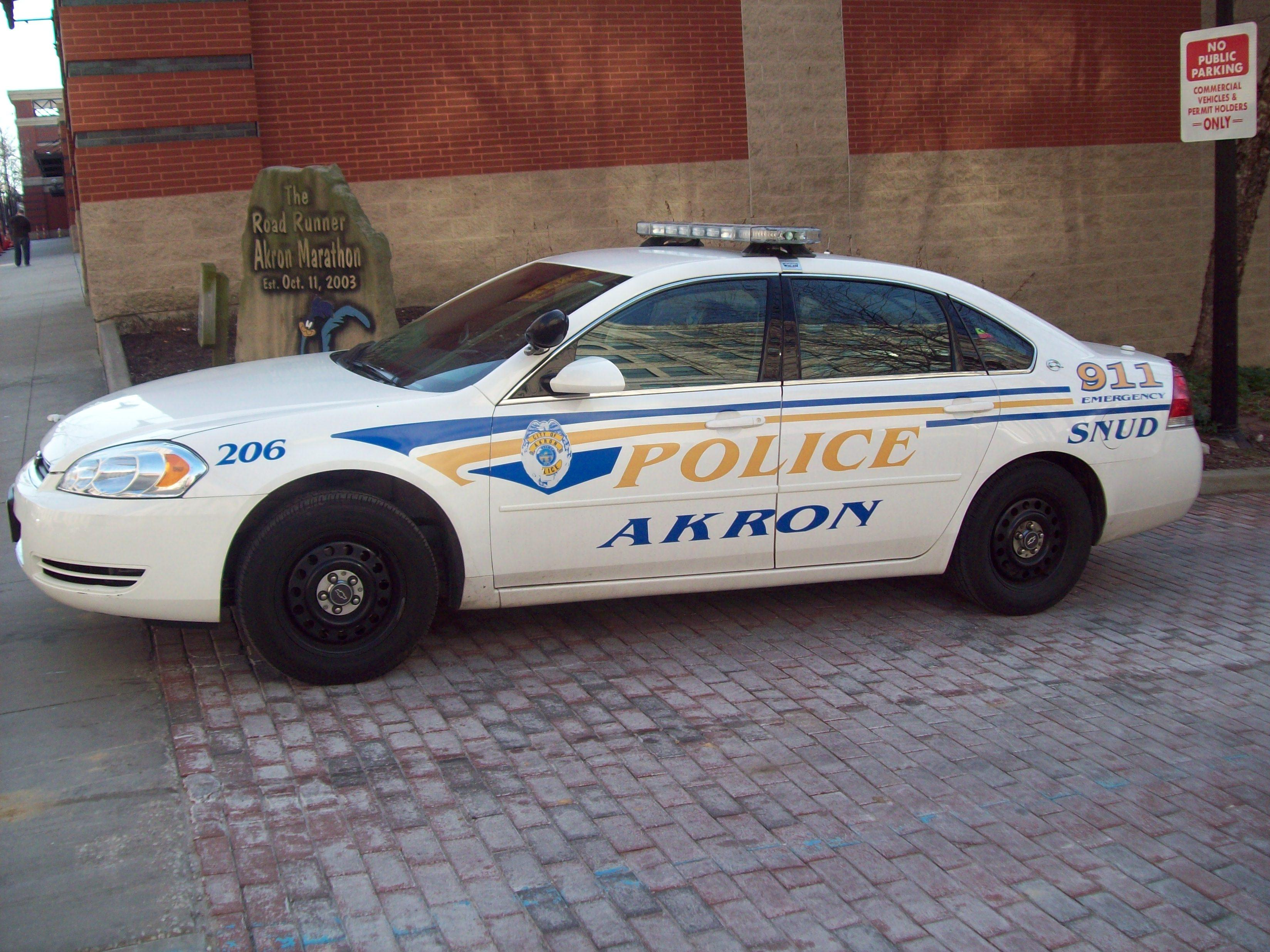
アクロン市警のパトロールカー

アクロンの治安は同じ州北東部のクリーブランドやヤングスタウンよりは良く、CQプレス社傘下、モーガン・クイットノー社による「全米の危険な都市」ランキングでもワースト25に入ったことは無いが、全米ではあまり良い部類には入らない。同社の2015年のレポート（2013年のFBIのデータを使用）では、アクロンは対象441都市中、54番目に危険であるという結果であった。州内の他の対象都市と比べると、アクロンの治安はクリーブランドよりは大幅に良く、シンシナティやデイトンよりはかなり良く、トレドよりはやや良く、コロンバスよりはやや悪い。
アクロンを中心としたサミット郡はメタンフェタミンの乱用が頻繁に起こっており、「オハイオのメタンフェタミンの都」と呼ばれてきた。アメリカ合衆国麻薬取締局の国立秘密薬物製造所登録情報によると、サミット郡においてメタンフェタミン使用場所として登録されている場所は102ヶ所あり、これはオハイオ州の郡の中では最多、全米の郡でも3番目に多い。2004年1月-2009年8月の間、サミット郡は州内で最も多くの場所がメタンフェタミン使用場所として登録された郡であり、そのほとんどはアクロン市内である。当局は、メキシコから流入する麻薬の取り締まりが強化されたのに伴って、地元で違法薬物を精製するようになったことが原因と見ている。これに対し、当時アクロン市長であったドナルド・プラスケリックは2008年、メタンフェタミン撲滅に向けて、アクロン市警となお一層の協力関係を築いていく声明を出した。

## 経済

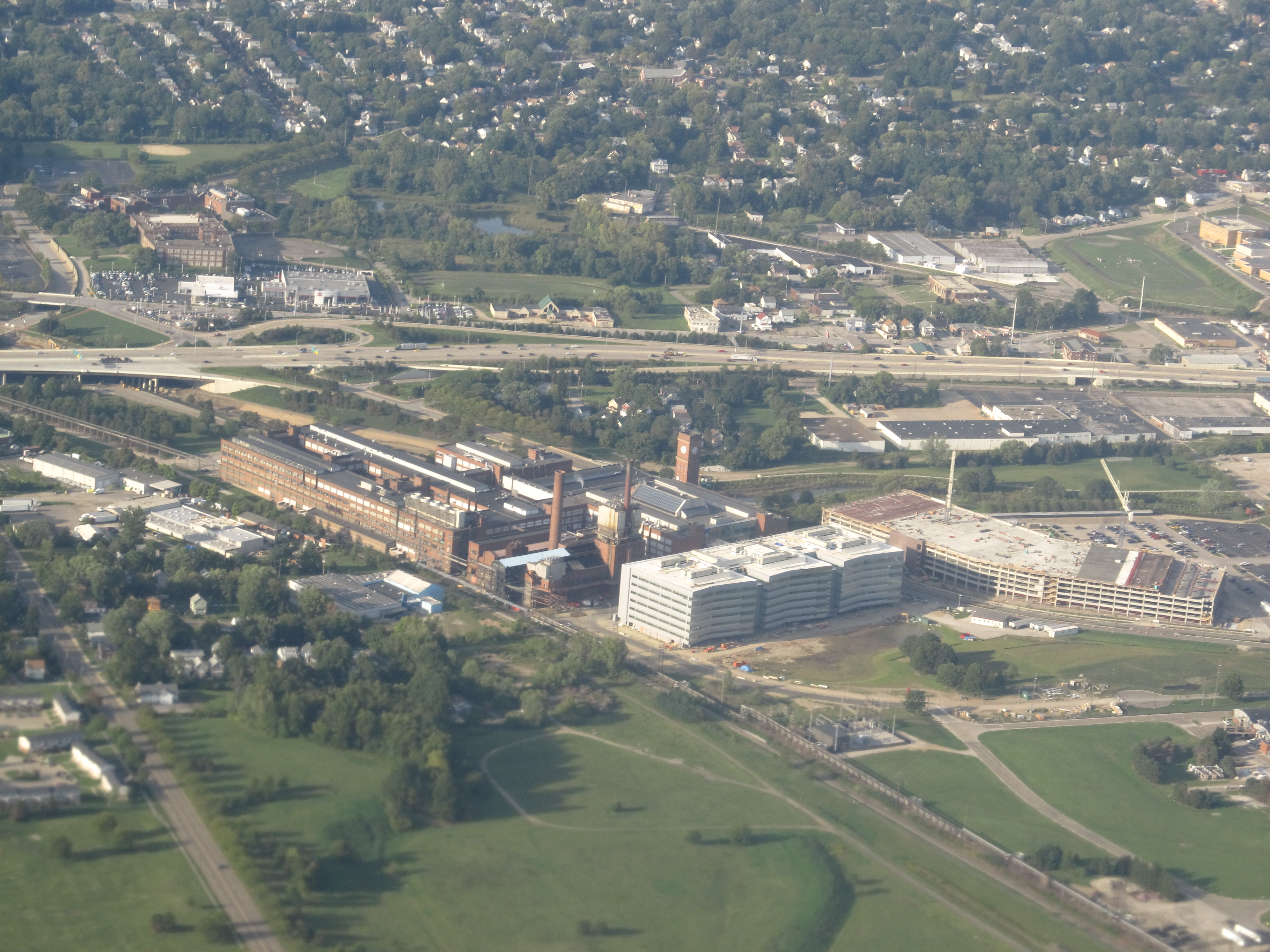
建設中のグッドイヤー本社新社屋（2012年）

アクロンにはフォーチュン500に入る企業2社、グッドイヤーおよびファーストエナジーが本社を置いている。グッドイヤーはアクロンのみならず、アメリカ合衆国を代表する、そしてブリヂストンおよびミシュランと共に世界3大に数えられるタイヤメーカーで、1999年10月まではダウ工業株30種平均の構成銘柄の1つでもあった。20世紀中盤までアクロンの地域経済を共に支え、アクロンを「世界のゴムの都」と呼ばせしめた他のタイヤメーカーが買収や移転で次々とアクロンを去る中で、同社はただ1社アクロンに残った。同社は2013年、老朽化した本社旧社屋からI-76を隔てた南側に新社屋を建て、移転した。
ファーストエナジーは1997年にオハイオ・エジソンがセンテリアを吸収合併したことにより設立された電力会社で、その後GPUとアルゲイニーエナジーを合併して全米最大の電力会社となった。また、同社はダウ公共株15種を構成する銘柄の1つでもある。同社はその傘下に10社の電力会社を持っており、オハイオ州をはじめ、ペンシルベニア、ウェストバージニア,、バージニア、メリーランド、ニュージャージー、およびニューヨークの7州にまたがる、170,000km2を超える地域に600万棟以上の顧客を持っている。
その他には、手の消毒剤メーカーであるGOJOインダストリーズ、熱可塑性エラストマーのアドバンスト・エラストマー・システムズ、ファーストメリット銀行、プラスチックおよびタイヤ修理用品メーカーのマイヤーズ・インダストリーズ、地元雑貨店チェーンのアクメ・フレッシュ・マーケット、および宝飾品小売のスターリング・ジュエラーズがアクロンに本社を置いている。また、ブリヂストンは2012年、研究開発施設を備えた技術センターをアクロン市内に建て、同社の製品開発部門をこの技術センターに移転した。また、クリーブランドに本社を置く地元銀行キー・バンクは、ダウンタウンにアクロン地域本店を置いているほか、市内に5店の支店を置いている。

### ポリマー・バレー

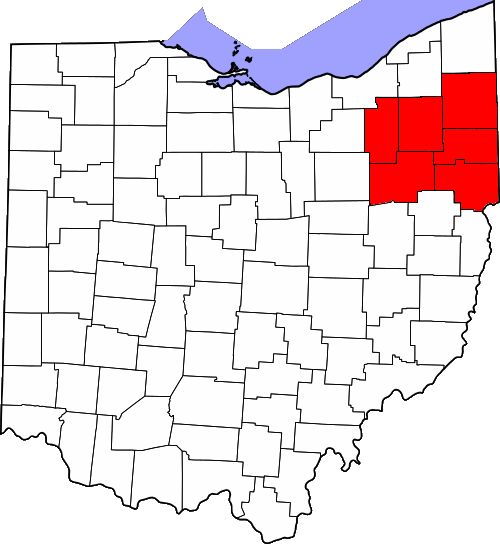
ポリマー・バレーの位置

20世紀も後半に入り、1970年代以降になると、それまでアクロンの地域経済を支えていたタイヤメーカーは次々とアクロンを去って行ったが、残された研究インフラの存在によって、アクロンはハイテク産業にも応用される、ポリマー産業の街へと変貌を遂げた。1980-90年代にかけて、サミット郡を中心に、マホニング、スターク、ポーテージ、トランブル、およびコロンビアナの州北東部6郡にまたがる地域には新たにポリマー関連企業が流入し、一帯は「ポリマー・バレー」と呼ばれるようになった。アクロン大学やケース・ウェスタン・リザーブ大学はポリマーの世界的研究者を擁し、またこの地にポリマー技術者を輩出するようになった。また、地元の高校においてもポリマー製品の製造が学べるようになった。元々天然資源や交通手段に恵まれていたところに、研究・教育環境が充実したことが加わって、オハイオ州のポリマー産業の45%がポリマー・バレーに集中し、州内のみならず、全米的にもポリマー産業の中心地としての認知度が高まってきている。ポリマー・バレーに立地するポリマー関連企業は400社を数え、そのうち94社はアクロン市内に集中している。

## 医療
| アクロン市内の代表的な病院     |                            |
| 左上: アクロン総合医療センター | 右上: アクロン小児病院     |
| 左下: セント・トーマス病院     | 右下: アクロン・シティ病院 |

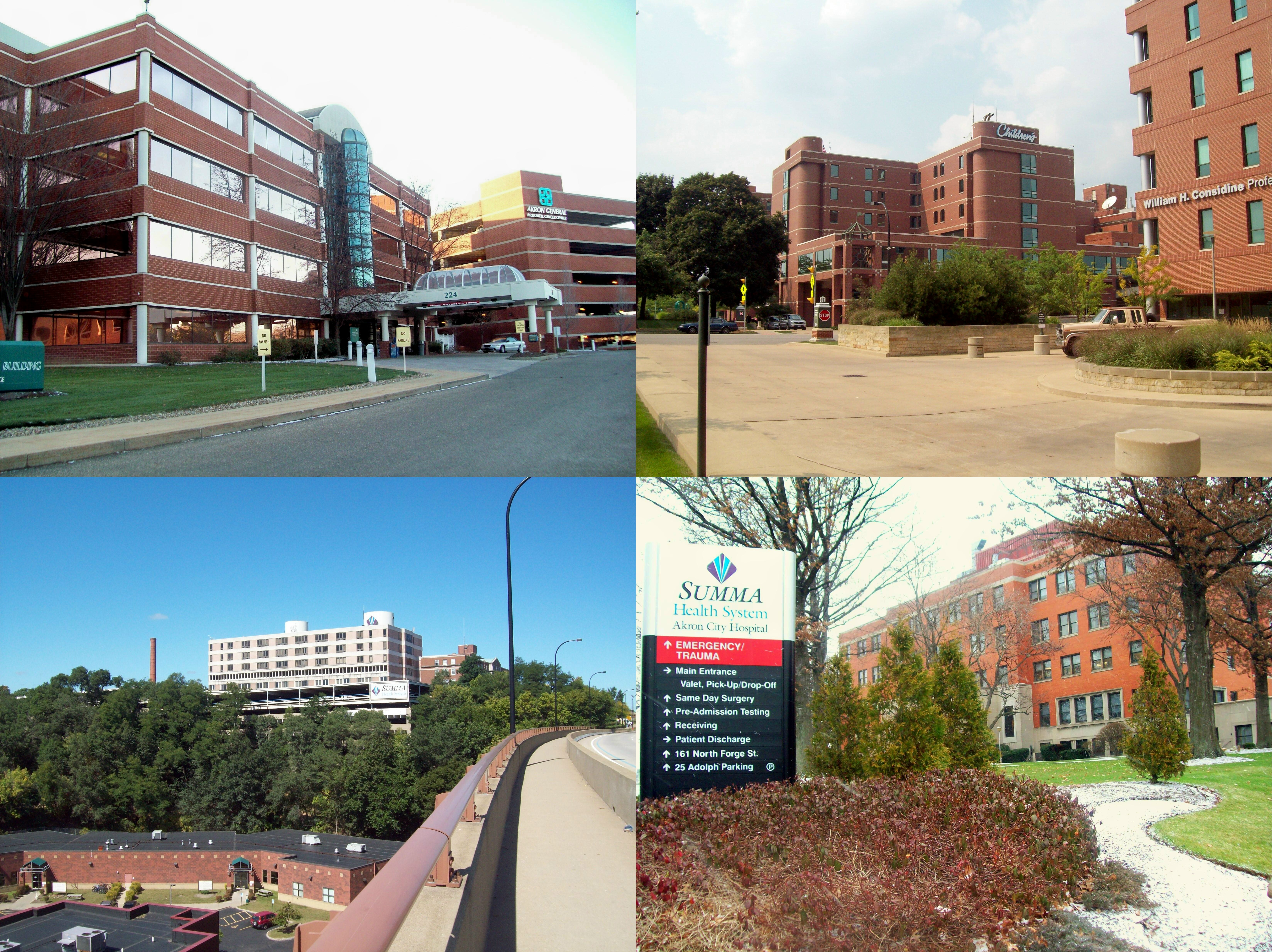
アクロン市内の代表的な病院
左上: アクロン総合医療センター右上: アクロン小児病院
左下: セント・トーマス病院右下: アクロン・シティ病院

アクロンは地域の医療の中心地にもなっている。ダウンタウンの東に立地するアクロン・シティ病院から、州道8号線を隔てた西側に広がるアクロン大学のキャンパス、そのすぐ西に立地するアクロン小児病院、そしてそのさらに西、州道59号線沿いに立地するアクロン総合医療センターを結ぶ線は、市当局が2010年に Biomedical Corridor （生体医学回廊）と定めており、医療や関連する研究開発および人材育成に地区内の土地、建物や施設を用いることを奨励している。
1914年に開院したアクロン総合医療センターは、もともと州内で10位以内に入る評価を受けている病院であった。2015年、同院を持つ医療法人、アクロン総合保健システムは、全米でも5本の指に入る評価を受けている病院、クリーブランド・クリニックの傘下に入った。
アクロン小児病院は1890年に保育園として始まったが、やがて州北東部最大の小児科専門病院へと発展していった。1974年、同院の医師ハワード・イーゲルおよびアーロン・フリーマンは、世界で初めて、火傷の治療に用いるための人間の皮膚を実験室で培養することに成功した。同院はUSニューズ&ワールド・レポート誌の病院ランキングでは、7つの診療分野で全米50位以内に入る評価を受けている。
アクロン・シティ病院は1892年に開院した病院で、現在では重傷の患者に対し24時間体制で救急医療を施すことのできる、レベルIのトラウマ・センターに指定されている。一方、セント・トーマス病院はカトリックのクリーブランド司教区の婦人会衆、シスターズ・オブ・チャリティーズ・オブ・セント・オーガスティンが1922年に設立した病院である。同院は全米で初めて、アルコール依存症を疾患として認め、その治療を始めた病院で、アルコホーリクス・アノニマスの発祥の地でもある。両院は1989年に合併し、サンマ保健システムとなった。同システムはその後、南西郊のバーバートンに立地するバーバートン病院を加え、バイブラ・ヘルスケアとの合弁でアクロン・シティ病院の東隣にリハビリテーション病院を、またウェスタン・リザーブ病院パートナーズとの合弁でカヤホガフォールズにウェスタン・リザーブ病院をそれぞれ開院した。

## 交通

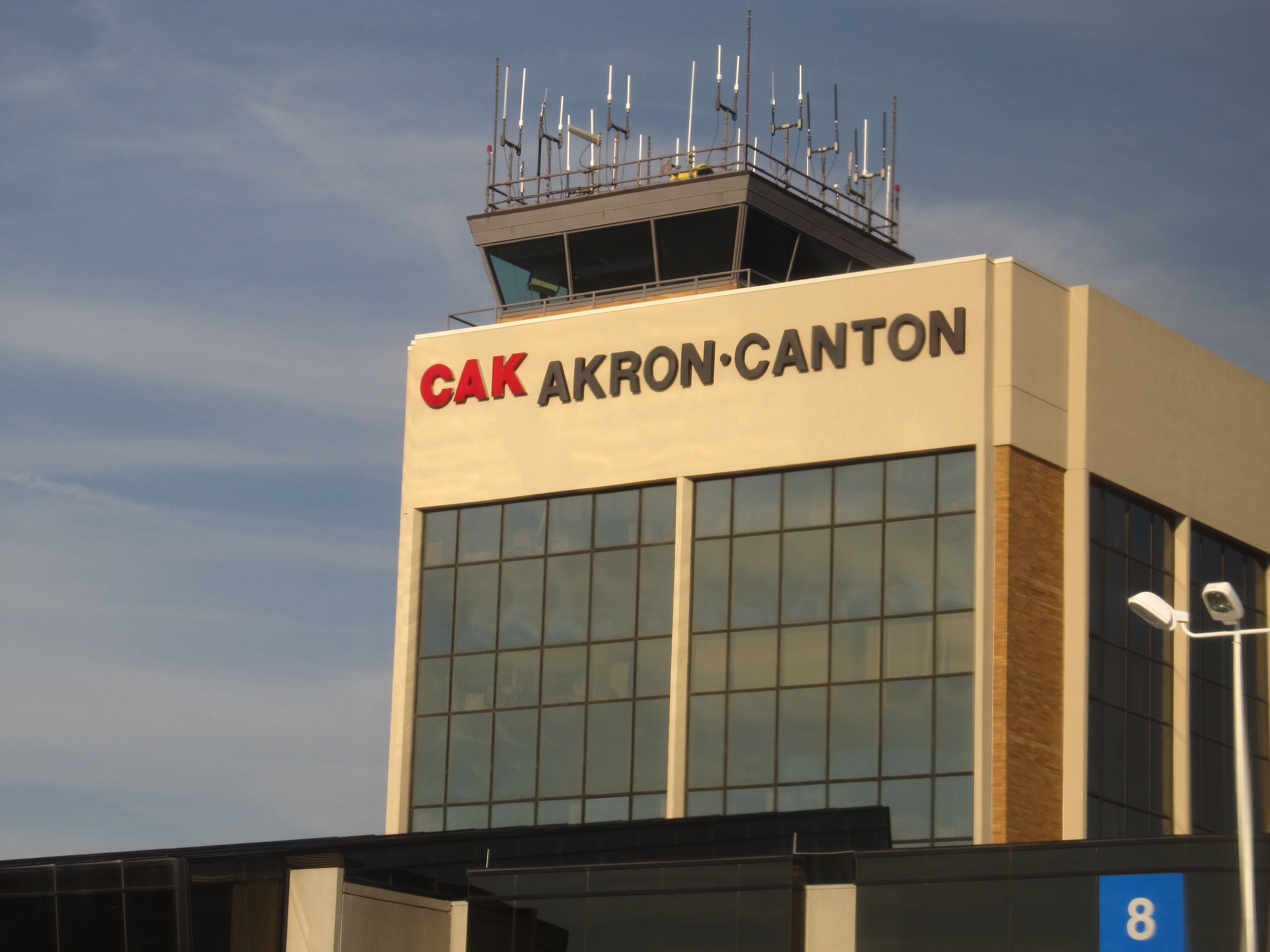
アクロン・カントン地域空港

アクロンに最も近い商業空港は、ダウンタウンから南東へ18km、アクロンとカントンの中間に立地するアクロン・カントン空港（IATA: CAK）である。この空港にはデルタ航空とユナイテッド航空のほか、サウスウエスト航空、USエアウェイズ、およびアレジャイアント航空が就航しており、16都市・17空港への直行便がある。この空港はアクロン・カントン両都市圏の空港であるのみならず、クリーブランド都市圏の第2空港という位置づけにもなっている。より規模の大きな空港としては、クリーブランド都市圏の第1空港で、クリーブランドのダウンタウンの南西17km、アクロンのダウンタウンからは北西へ約60kmに立地する、旧コンチネンタル航空のハブ空港であったクリーブランド・ホプキンス国際空港（IATA: CLE）がある。ダウンタウンの南東約7kmに立地するアクロン・フルトン国際空港（IATA: AKC）は、移民・関税執行局（ICE）の施設を持っており、そのため「国際空港」としての要件を満たし、空港名にも「国際空港」とついているものの、実態はゼネラル・アビエーション空港である。
アクロンではI-76とI-77の2本の州間高速道路が交わる。I-76は西へはメダイナの南でI-71に接続し、アクロンからクリーブランドを経由することなくコロンバス・シンシナティ方面へと至る短絡路としての役割を果たしている。一方、東へはヤングスタウンを経由してペンシルベニア州に入り、ピッツバーグ・ハリスバーグ・フィラデルフィア方面へと至る。I-77はオハイオ州東部を南北に縦断する高速道路で、北へはクリーブランドのダウンタウンでI-90に接続し、南へはウェストバージニア州の州都チャールストンや、アパラチア山脈を越えてシャーロット方面へと至る。この2本の州間高速道路の共用区間はダウンタウンの南を東西に通っており、ダウンタウンには州間高速道路は通っていないが、I-77の延長線上、ダウンタウンの東を通る州道8号線、およびI-76・I-77共用区間からダウンタウンの西を通る州道59号線がともに高速道路規格になっている。州道8号線はダウンタウンから北へも高速道路規格になっており、カヤホガフォールズ等、北郊とダウンタウンを結ぶ役割も果たしている。
ダウンタウンの北にはカヤホガ・バレー・シーニック鉄道のアクロン・ノースサイド駅が立地している。この鉄道は、もともとは1880年にカントンの南、タスカワラス・バレーからアクロンやクリーブランドに石炭を運ぶために敷かれ、沿線の旅客輸送も行っていたバレー鉄道であった。しかし、20世紀も後半に入ると旅客・貨物とも自動車がその主役を担うようになり、この鉄道を用いた輸送は下火になっていった。その後、1972年にこの鉄道の線路を用いてカヤホガバレー国立公園の観光列車を走らせるようになり、今日に至っている。

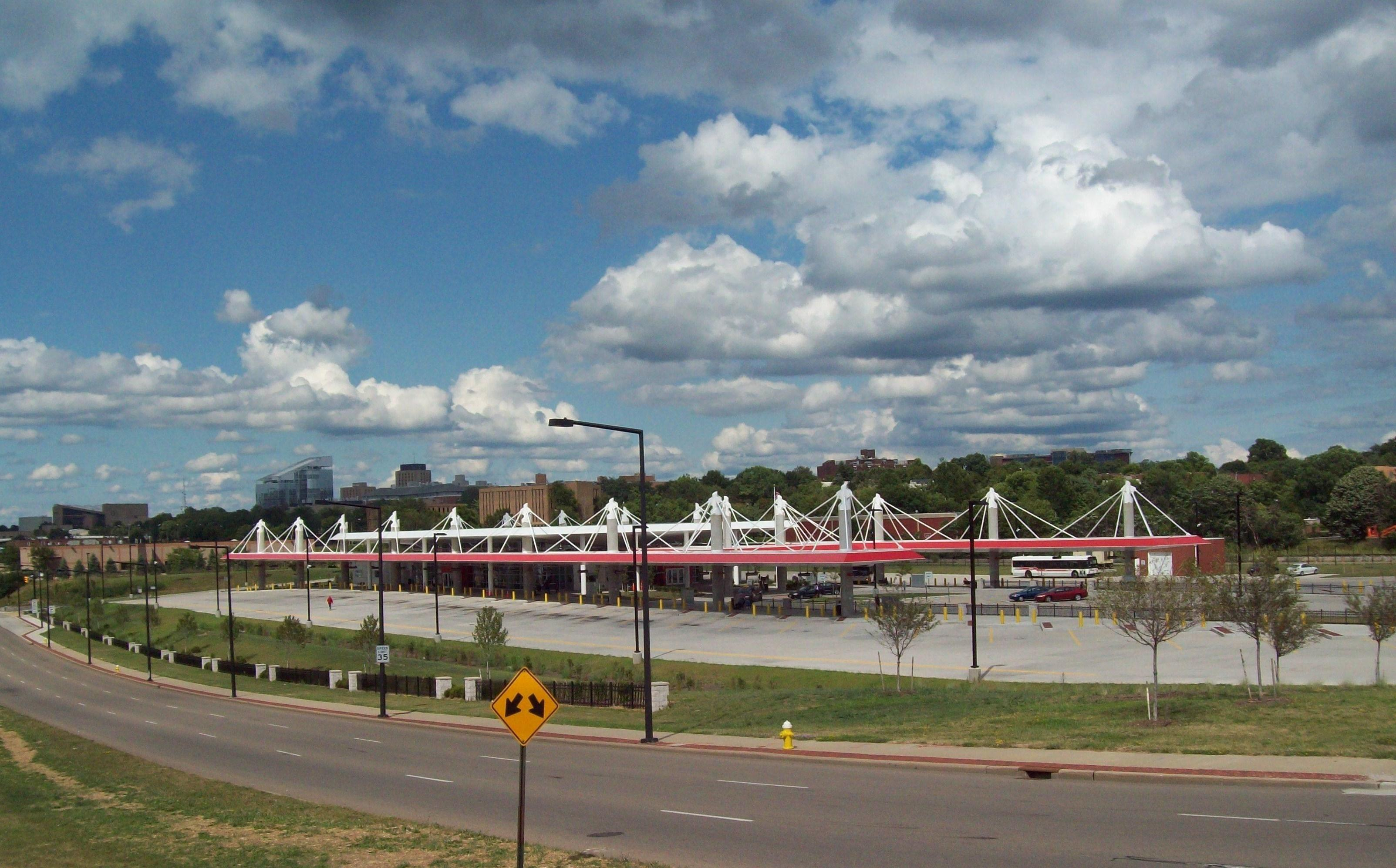
アクロン・インターモーダル・トランジット・センター

アクロンにおける公共交通機関は、アクロン都市圏地域交通局（METRO RTA）の運営する路線バス網が主となっている。この路線バス網は35系統を有し、アクロン市内のみならず、サミット郡内を広くカバーしている。同局の路線バス網の中心となっているのは、ダウンタウンに立地するアクロン・インターモーダル・トランジット・センターである。このトランジット・センターは2009年に設置されたもので、使用電力の1/3をソーラーパネルで賄い、また地熱を冷暖房に利用するなど、環境に配慮した設計になっている。また、カントンを中心にスターク郡内をカバーするスターク地域交通局（SARTA）は、アクロン・カントン両市のダウンタウンをI-76経由で結ぶバスを毎時1本運行している。また、ケントの路線バス網を運営するポーテージ地域交通局（PARTA）は、アクロンとケントを結ぶバスを運行している。SARTAとPARTAのバスもアクロン・インターモーダル・トランジット・センターに発着する。また、アクロン・インターモーダル・トランジット・センターはグレイハウンドやバロンズ・バス、ゴーバスのバスターミナルも兼ねており、ワシントンD.C.方面とクリーブランド・デトロイト・シカゴ方面とを結ぶグレイハウンドのバスや、クリーブランドとアセンズ・ウェストバージニア州パーカーズバーグ方面とを結ぶゴーバスのバスが停車する。

## 教育

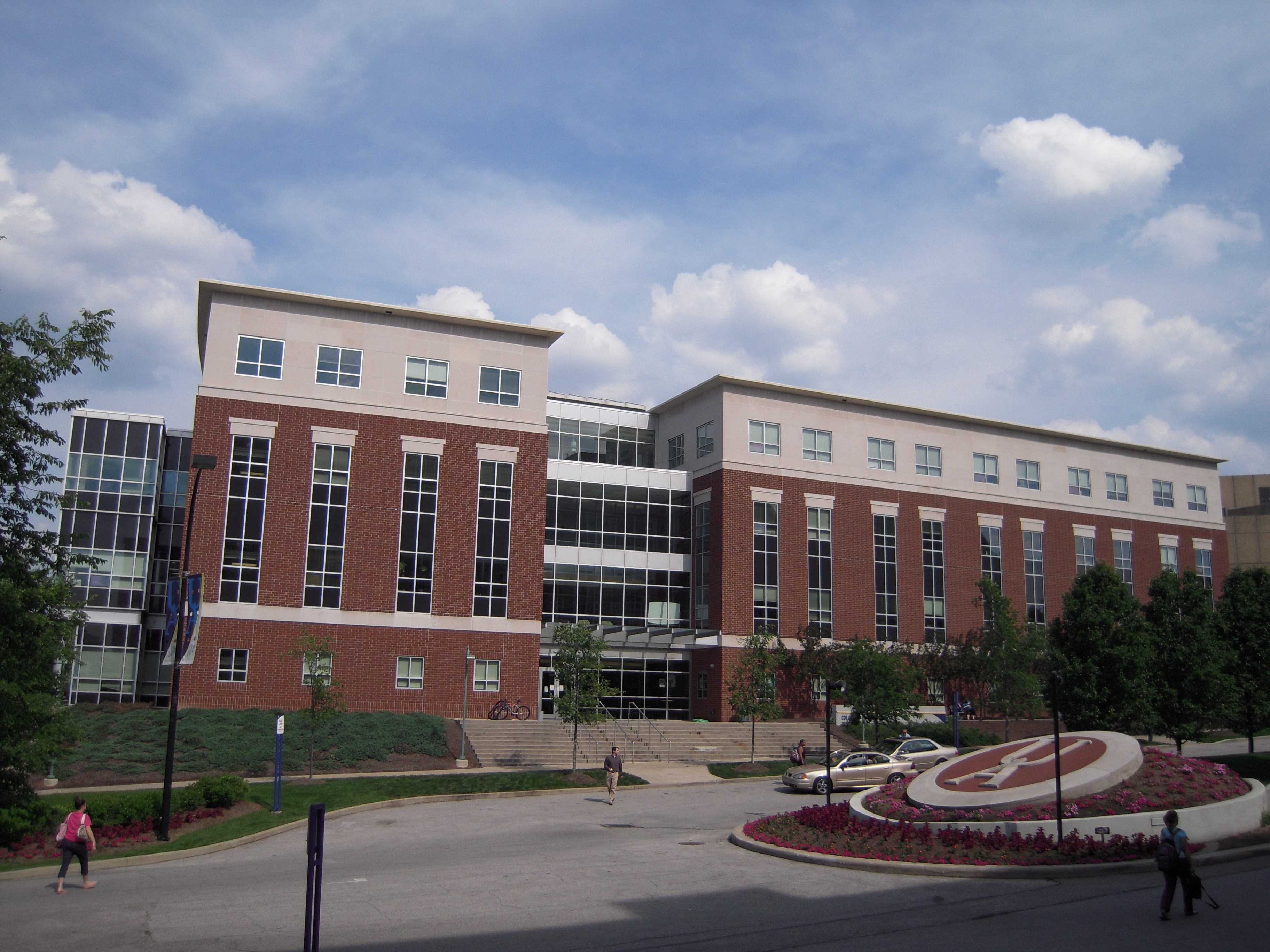
アクロン大学

アクロン大学はダウンタウン北東部に218エーカー（882,000m2）のキャンパスを構えている。同学は1870年にユニバーサリスト教会系の私立大学、ブフテル・カレッジとして創立したが、1913年に市に移管され、1967年に州に移管された。1988年には、同学はそれまで教養学部にあったポリマー科学科と工学部にあったポリマー工学科を分離・統合する形で、世界で初めてポリマー科学・工学部を創設した。同学は総合大学とコミュニティ・カレッジの役割を兼ねており、31の準学士、96の学士、80の修士、20の博士、2つのジュリス・ドクターの学位プログラムを有しているのに加えて、81のサーティフィケートプログラムを提供し、学部に約21,000人、大学院に約3,600人、プロフェッショナル・スクールに約400人の学生を抱えている。また、同学のスポーツチーム、ジップスはNCAAのディビジョンI（フットボールはFBS/旧I-A）のミッド・アメリカン・カンファレンスに所属し、男子7種目、女子10種目で競っている。

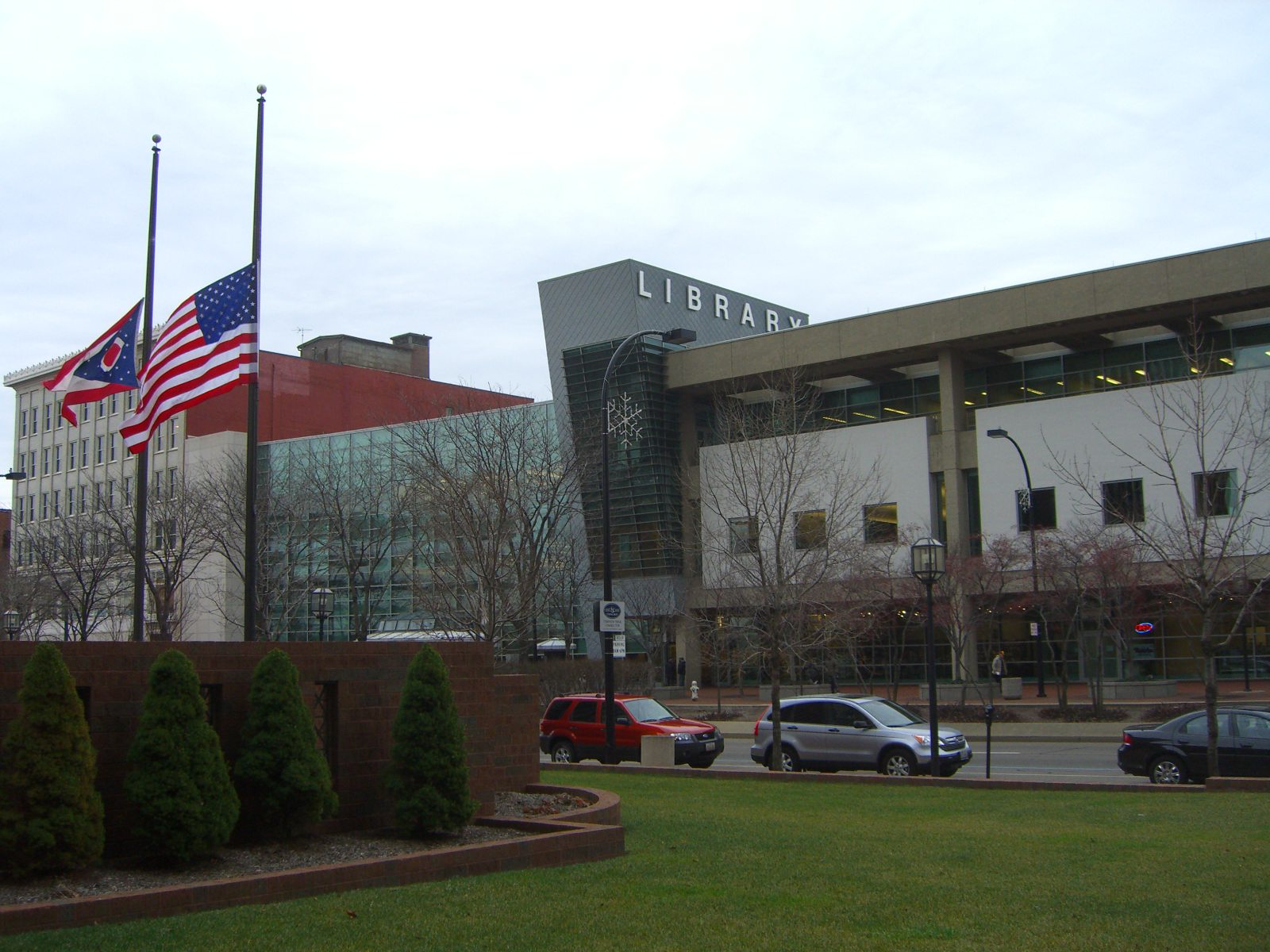
アクロン・サミット郡公立図書館本館

アクロンにおけるK-12課程はアクロン公立学区の管轄下にある公立学校によって主に支えられている。同学区は小学校30校、中学校9校、高校9校を有し、約22,000人の児童・生徒を抱えている。2013年には、グッドイヤーの旧社屋を利用した小中一貫（幼稚園・1-8年生）のチャーター・スクール、アクロン予備学校が開校した。このほか、アクロンにはレブロン・ジェームズの母校であるカトリック系のセント・ビンセント＝セント・メアリーズ高校など、私立の学校もある。
アクロン・サミット郡公立図書館はダウンタウンの本館のほか、郡内17ヶ所に支館を、そして移動図書館を持っている。同館は1874年に設立された。同館は書籍・CD・DVDをあわせて190万点を所蔵している。2015年、同館はライブラリー・ジャーナル誌の図書館格付で4つ星に認定された。

## 文化

### 名所・芸術と文化施設

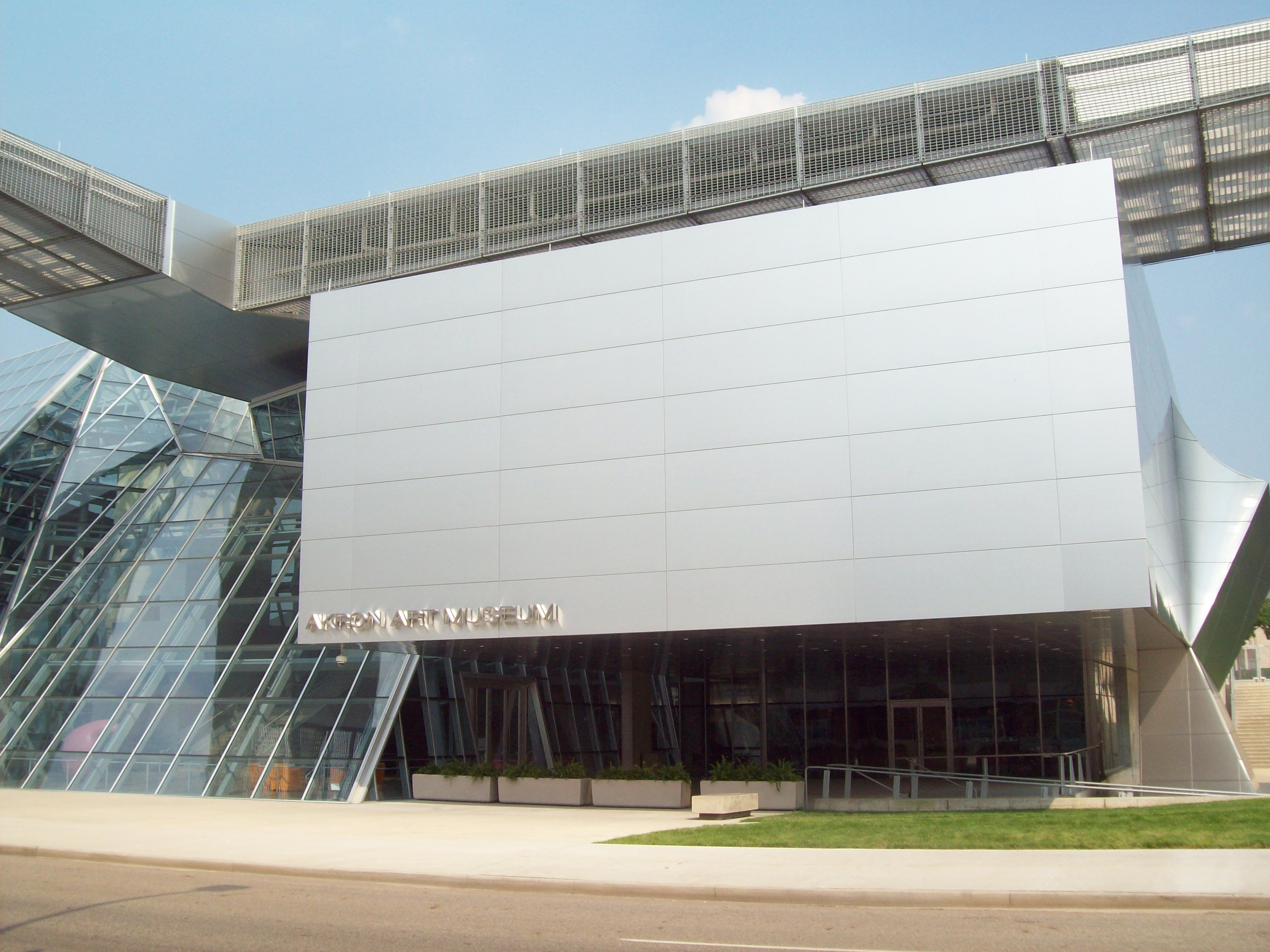
アクロン美術館

アクロン美術館はダウンタウン、ハイ・ストリートとマーケット・ストリートの南東角に立地している。同館は1922年に、ギャラリーと芸術教室を兼ねたアクロン・アート・インスティテュートとしてアクロン・サミット郡公立図書館旧館の地下で開館した。その後1960年代以降、芸術教室よりも美術品の収集に力を入れるようになり、1980年にアクロン美術館に改称、翌1981年には改装された旧郵便局（1899年建設）に移転し、2007年にはジョン・S・アンド・ジェームズ・L・ナイト・ビルディングを加えて増床した。2015年には、同館南側のオープン・スペースに野外ギャラリーでもあるバド・アンド・スージー・ロジャース・ガーデンという庭園が開園した。同館の収蔵品は年代的には1850年代から2000年代まで、ジャンル的には風景画・肖像画から抽象画・ポップアートまで、そして絵画・写真・彫刻・版画と多岐にわたっており、館内のみならずオンラインでも展示・公開している。

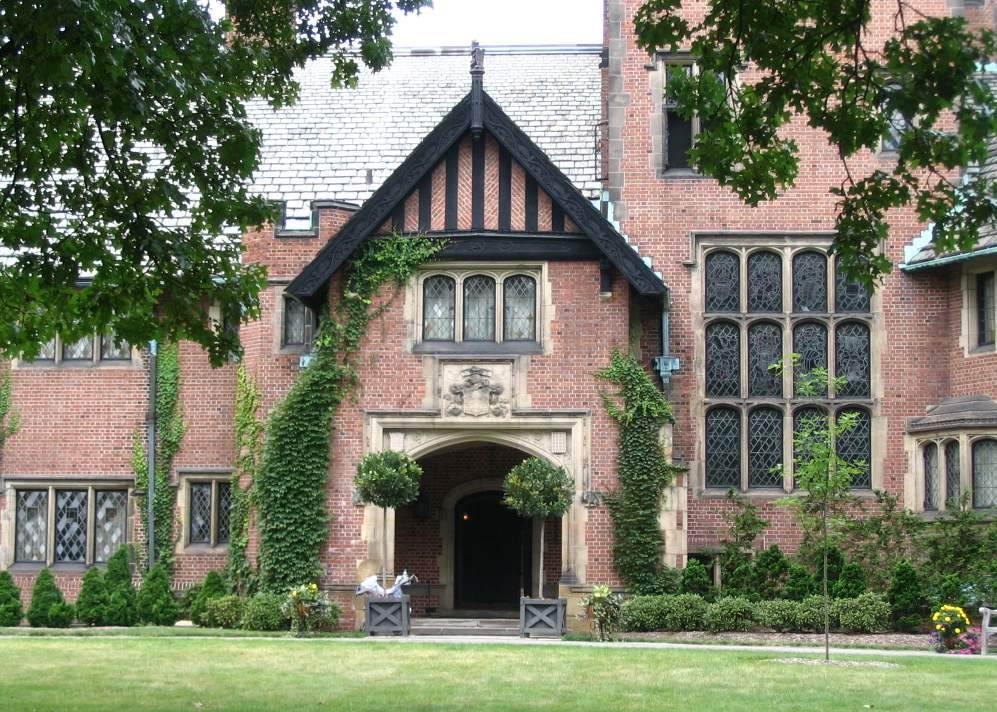
スタン・ハイウェット・ホール・アンド・ガーデンズ

ダウンタウンの北西約5kmにはスタン・ハイウェット・ホール・アンド・ガーデンズが立地している。70エーカー（283,000m2）の敷地に建つこのチューダー・リバイバル様式の家屋は、もともとは1912-15年にかけて建てられた、グッドイヤーの創業者、フランク・セイバーリングの豪邸であった。家屋は博物館として、また庭園および温室も、一般に公開されている。また、馬車庫は講堂になっており、企業の行事や結婚式などに使われている。スタン・ハイウェット・ホール・アンド・ガーデンズは、1975年に国家歴史登録財に、また1981年には国定歴史建造物に、それぞれ登録された。

### 舞台芸術

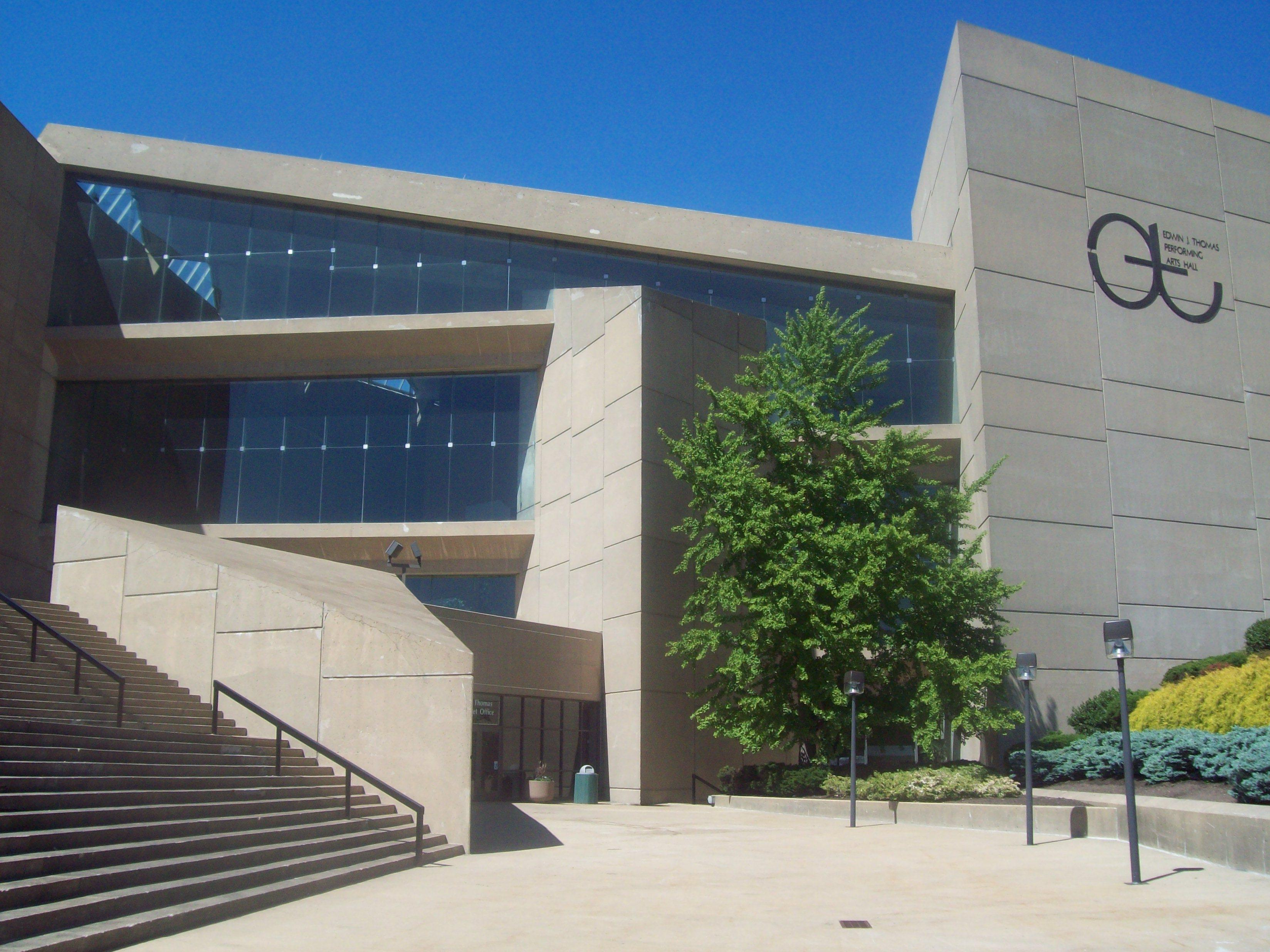
E・J・トーマス舞台芸術ホール

E・J・トーマス舞台芸術ホールはアクロン大学のキャンパス内に立地している。このホールは1973年にアクロン大学と地元有志によって建てられたもので、同学の学生および教職員が利用するほか、地元オーケストラのアクロン交響楽団の本拠地にもなっている。このホールは3階層に分かれて配置された2,955席を有し、年間集客数40万人を数える。
ダウンタウンのチャーチ・ストリートとメイン・ストリートの突き当たりにはアクロン・シビック・シアターが立地している。この劇場はジョン・エバーソンが設計し、1929年にマーカス・ロウによって建てられ、当初はロウズ・シアターと呼ばれた。2001年6月から翌2002年11月にかけては、老朽化した施設の全面的な改修が行われた。アクロン・シビック・シアターは、1973年に国家歴史登録財に登録された。
また、アクロン・シビック・シアターの南西に隣接する第3閘門公園には野外劇場があり、メモリアル・デーからレイバー・デーまでの夏季期間中、80以上のコンサートなどのイベントが行われる。

### イベント
毎年大晦日の夜には、第3閘門公園東側のメイン・ストリートを主会場に、アクロン美術館、シビック・シアター、公立図書館本館、ジョン・S・ナイト・センター（コンベンションセンター）、サミット・アートスペース、グレイストーン・ホール、およびジオン・ルーテル教会など、ダウンタウンの各所を副会場として、ファースト・ナイト・アクロンという年越しイベントが行われる。主会場および各副会場ではコンサートや映画の放映、その他演技芸術の公演などが行われる。そしてイベントの最後、1月1日の午前0時になると花火が打ち上げられる。

### 食文化

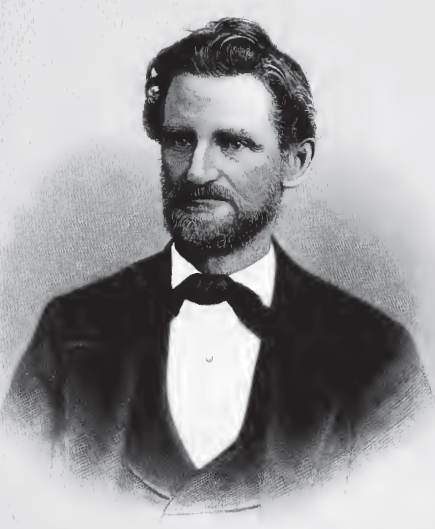
フェルディナント・シューマッハー

現代アメリカ合衆国の食文化を代表するもののいくつかはアクロンで生まれた。1851年にドイツからアクロンに移入したフェルディナント・シューマッハーは、この地で雑貨屋を始めたが、その商品のうちの1つであるオーツ麦だけはどうしても売れ行きを伸ばすことができなかった。というのも、当時のこの地においては、オーツ麦は人間の食糧としてではなく、家畜の餌として栽培されていたに過ぎなかったからであった。そこでシューマッハーは1854年、オーツ麦を砕いて、1オンス（28g）の正方形に成形した。これがオートミール、ひいてはシリアル食品の誕生であった。こうして食べやすくしたオーツ麦は瞬く間に広がり、1856年には工場を買収して大量生産を始め、南北戦争時には北軍の食糧にもなり、オーツ麦の需要は膨れ上がった。終戦後、シューマッハーの更なる研究によってオーツ麦のフレークも生みだされ、全米でヒット商品になった。やがてシューマッハーは、クエーカーオーツカンパニーの前身の1つであるアメリカン・シリアル・カンパニーの初代社長に就任した。
諸説紛々ではあるものの、ハンバーガー発祥の地の1つに挙げられているのがアクロンである。1885年、チャールズとフランクのメンチズ兄弟は、ニューヨーク州西端のエリー郡、バッファロー南郊のハンバーグ村で開かれたエリー・カウンティ・フェアでソーセージパティをはさんだサンドイッチを調理・販売していたところ、ソーセージパティが足りなくなり、しかし地元の精肉店でも豚挽肉を調達できなくなって、仕方なく、当時は格が下がるとされた牛挽肉を使い、味を調えるためにコーヒーの粉末やブラウン・シュガーを入れたパティを焼き、はさんで出したところ、これが好評となった。フランクが客から料理名を尋ねられた時に、見上げたバナーに記されていたハンバーグという村の名から、とっさに「ハンバーガー」と答えた。これがハンバーガーの始まりだとしているのがアクロン説である。このことから、アクロンでは毎年8月中旬に、第3閘門公園で全米ハンバーガー祭が開かれる。毎年2万人以上が来場するこのイベントでは、出店したハンバーガー店が腕を競い合うほか、10分の制限時間内にどれだけハンバーガーを食べられるかを競うハンバーガー大食いコンテスト、ケチャップで満たされたビニールプールの中からハンバーガーを口のみでつかみ取りするボビング・フォー・バーガーズ、ハンバーガー・フェスティバル・クイーン・ページェントというミス・コンテストなどのコンテストや、コンサートが行われる。

### スポーツ

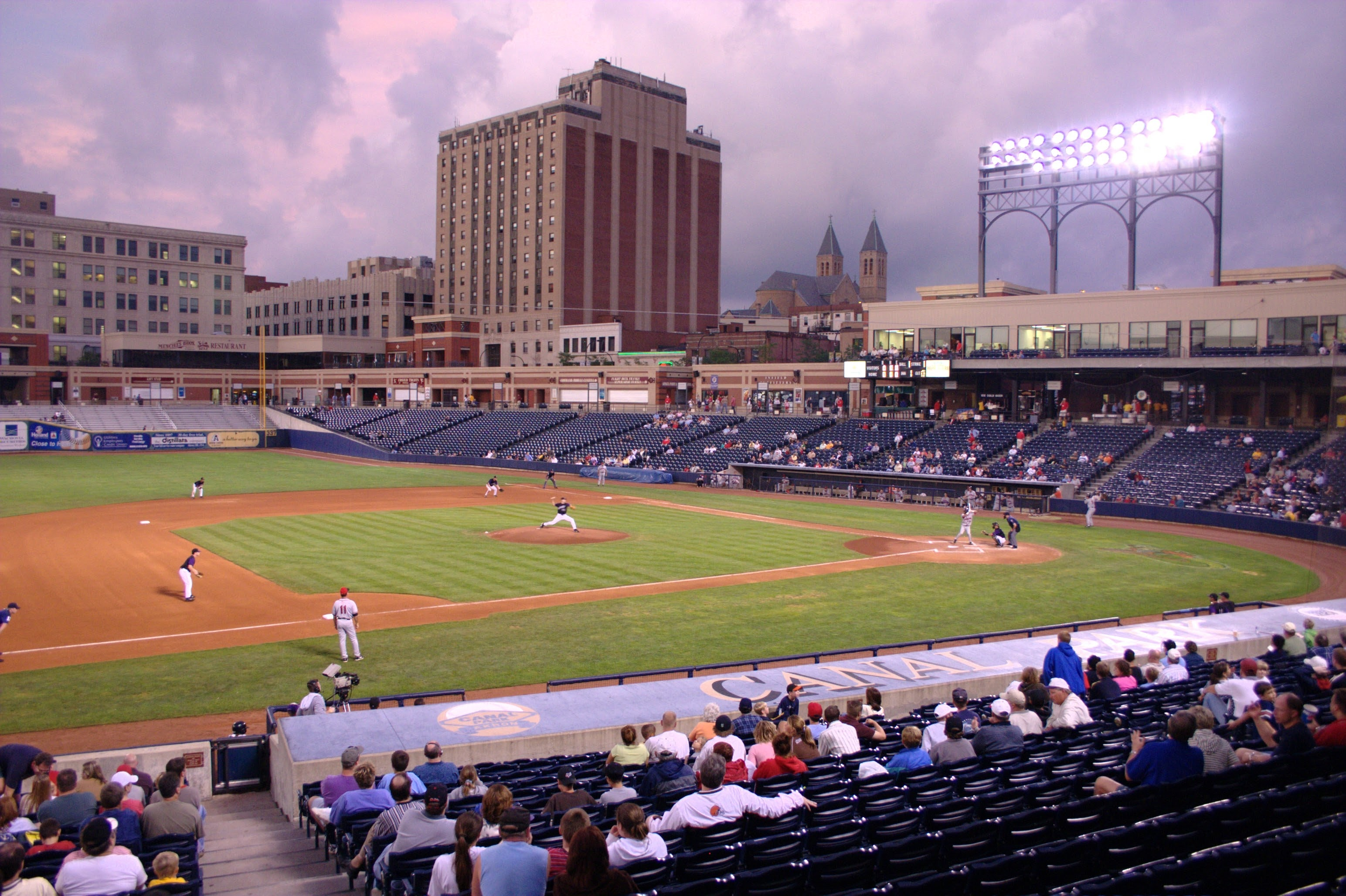
キャナル・パーク

アクロンには北米4大プロスポーツリーグのチームは置かれていないものの、その下部のチームは置かれている。野球のアクロン・ラバーダックスはクリーブランド・ガーディアンズ傘下のマイナーリーグチームであり、イースタンリーグに所属している。ラバーダックスはダウンタウンに立地するキャナル・パークを本拠地としている。
市の南端に立地するファイアストン・カントリークラブでは、毎年プロゴルフのブリヂストン招待選手権が開かれる。1999年より、この大会は世界ゴルフ選手権の1つとなっている。
そして、アクロンはソープボックスの競技会、オール・アメリカン・ソープボックス・ダービーの開催地でもある。この大会は1934年にデイトンで始まったが、翌1935年、ソープボックスのレースに適した、起伏に富む地形を理由にアクロンに移った。アクロンでの最初の大会は公道で行われたが、翌1936年、アクロン・フルトン国際空港に隣接する地に、ダービー・ダウンズという恒久的な会場が造られ、以後の大会はそこで行われている。
NBAのMVPプレーヤー、レブロン・ジェームズとステフィン・カリーはアクロンの同じ病院・アクロン・ジェネラル・メディカル・センターで共に産まれている。

### 公園とレクリエーション

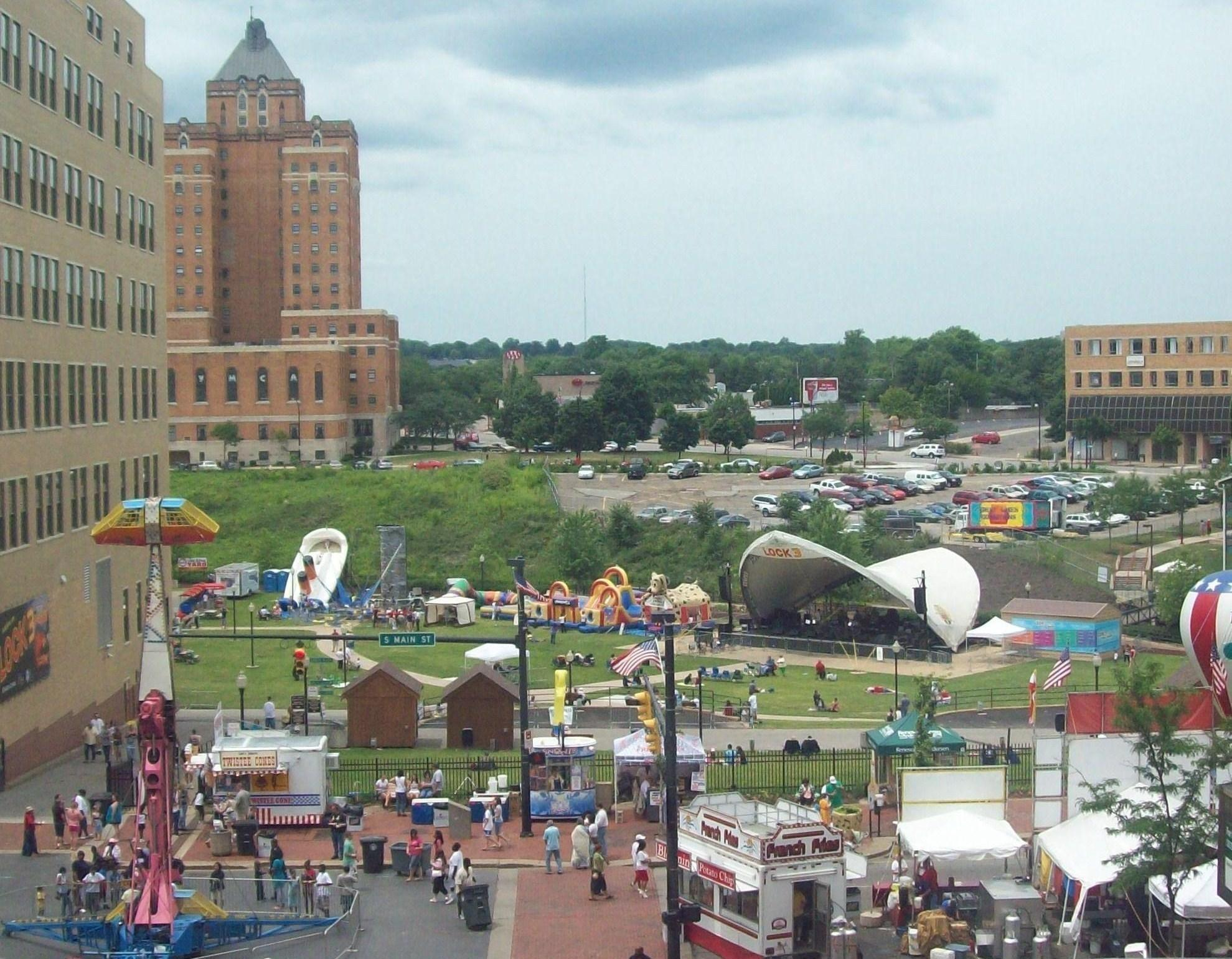
第3閘門公園

ダウンタウンに立地する第3閘門公園は、その名が示す通り、オハイオ・アンド・エリー運河の第3閘門跡の周辺に整備された公園である。この公園は2001年、当時の市長ドナルド・プラスケリックが設置を計画し、メイン・ストリート沿いに建ち並んでいた、荒廃した建物を市当局が取り壊してその跡地を整備し、2003年に開園した。同園は前述のファースト・ナイト・アクロンや独立記念日の花火をはじめ、野外劇場でのコンサートなど、様々なイベントの会場になっている。また、冬季には園内に屋外スケートリンクも設けられる。
また、オハイオ・アンド・エリー運河沿いには、クリーブランドからカヤホガバレー国立公園、アクロン、マシロンを通ってニューフィラデルフィアに至る、カヤホガ・サミット・スターク・タスカラワスの4郡にまたがる、全長163kmの遊歩道/自転車道が設けられている。
ダウンタウンから州道59号線を隔てたすぐ西側にはアクロン動物園が立地している。同園は1900年に市の創設者の1人であるサイモン・パーキンスの子孫、ジョージ・パーキンスおよびアン・パーキンスが寄付した79エーカー（320,000m2）の土地で、寄贈された2匹のヒグマを飼育したことに始まった。やがて同園は時代が下るにつれて敷地を広げ、サル、ジャガー、ワシ、レッサーパンダ、スマトラトラ、ライオン、フンボルトペンギン、ユキヒョウ、コモドオオトカゲ、ガラパゴスゾウガメ、ハイイログマといった具合に飼育する動物の種を増やし、「トラの谷」、「野生の伝説」、「コモド王国」といったテーマ化を進めていった。また、園内にはクラゲやタコなどを飼育する、「礁への旅」と名付けられた水族館や、地元オハイオ州の花木を植えた庭園もある。
市の北西部に広がるサンド・ラン・メトロ公園の西隣には、104エーカー（420,000m2）のF・A・セイバーリング自然王国が立地している。グッドイヤーの創業者で、土地の寄贈者であるセイバーリングの名を冠したこの自然公園内には、地元の動植物に関する事物を展示するビジターセンターがあり、庭園や3本の遊歩道が整備されている。

## 人口動態

### 都市圏人口
アクロンの都市圏を形成する各郡の人口は以下の通りである（2010年国勢調査）。クリーブランド・アクロン・カントン広域都市圏全体の人口については、クリーブランド (オハイオ州)#都市圏人口を参照のこと。
アクロン都市圏
| 郡           | 州         | 人口      |
| ------------ | ---------- | --------- |
| サミット郡   | オハイオ州 | 541,781人 |
| ポーテージ郡 | オハイオ州 | 161,419人 |
| 合計         | 合計       | 703,200人 |

### 市域人口推移
以下にアクロン市における1840年から2010年までの人口推移を表およびグラフでそれぞれ示す。
| 統計年 | 人口      |
| ------ | --------- |
| 1840年 | 1,664人   |
| 1850年 | 3,266人   |
| 1860年 | 3,477人   |
| 1870年 | 10,006人  |
| 1880年 | 16,512人  |
| 1890年 | 27,601人  |
| 1900年 | 42,728人  |
| 1910年 | 69,067人  |
| 1920年 | 208,435人 |
| 1930年 | 255,040人 |
| 1940年 | 244,791人 |
| 1950年 | 274,605人 |
| 1960年 | 290,351人 |
| 1970年 | 275,425人 |
| 1980年 | 237,177人 |
| 1990年 | 223,019人 |
| 2000年 | 217,074人 |
| 2010年 | 199,110人 |

## 姉妹都市

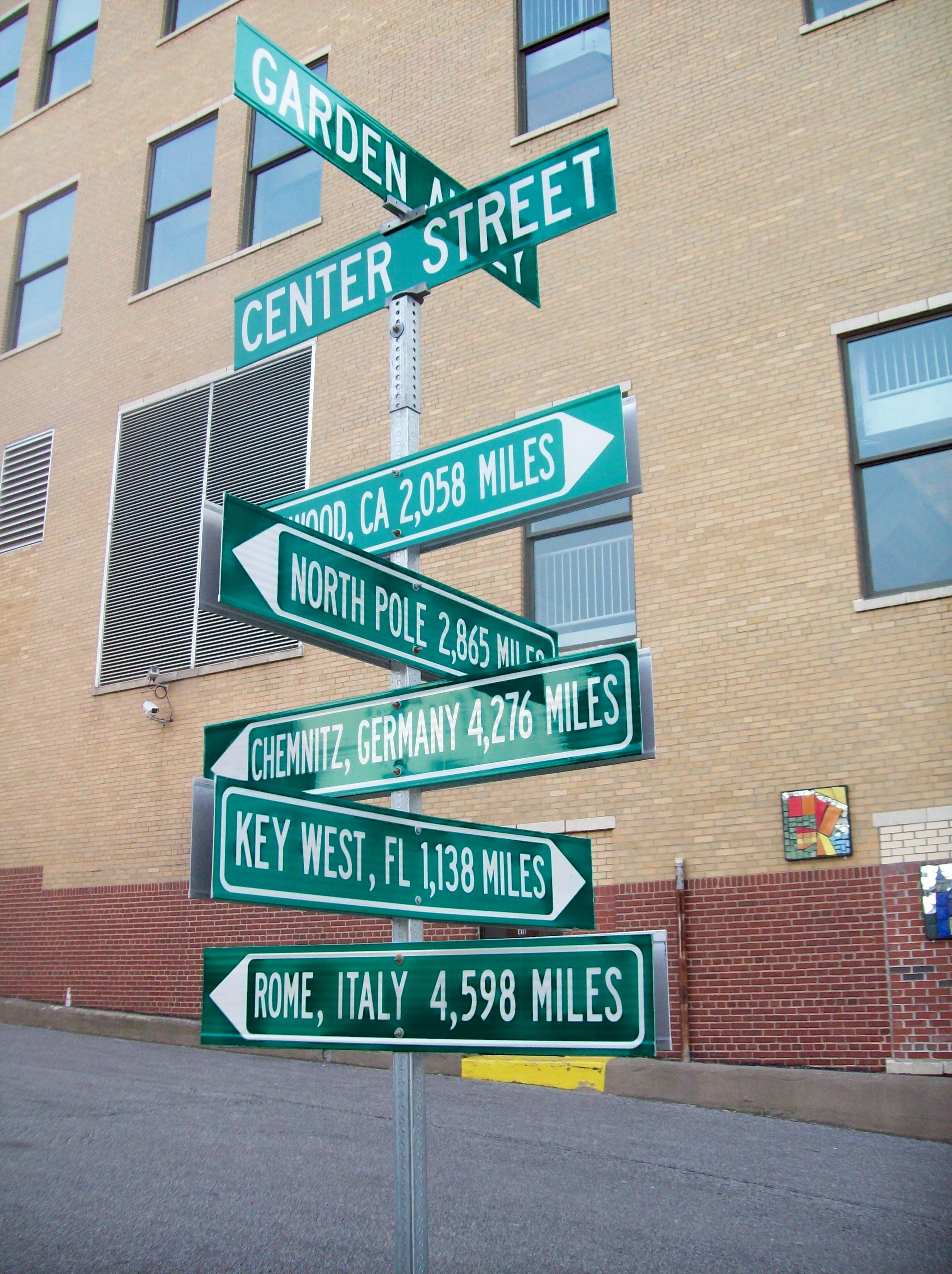
姉妹都市のケムニッツが記された道標

アクロンは以下2都市と姉妹都市提携を結んでいる。
- ケムニッツ（ドイツ）[129]
- キリヤット・エクロン（イスラエル）